# Île de Pâques
Pour les articles homonymes, voir Pâques (homonymie), Province de l'Île de Pâques et Rapa Nui.
Rapa Nui
L'île de Pâques, en rapanui Rapa Nui (« la grande Rapa », en référence à Rapa iti, « la petite Rapa »), en espagnol Isla de Pascua, est une île polynésienne appartenant au Chili, de forme triangulaire, d'environ 24 km de longueur et qui couvre 164 km2, célèbre pour ses statues monumentales (les moaï) et son écriture océanienne unique (le rongorongo).
Située dans le Sud-Est de l'océan Pacifique, elle se trouve à 2 075 km à l'est de l'île Pitcairn, site habité le plus proche, éloignement qui en fait un des lieux habités les plus isolés du monde au même titre que l'archipel Tristan da Cunha. Elle est éloignée de 2 829 km à l'ouest-nord-ouest de l'île Alejandro Selkirk, dans l'archipel Juan Fernández, ou encore à 3 525 km à l'ouest des côtes chiliennes de la région du Biobío (Concepción) et à 4 193 km à l'est-sud-est de Tahiti.
L'île de Pâques est célèbre pour les vestiges mégalithiques de la civilisation autochtone : le patrimoine archéologique comprend 1 042 statues de basalte, les moaï, de quatre mètres de hauteur en moyenne, et près de 300 terrasses empierrées supportant ces statues, les ahu. Visitée par le navigateur néerlandais Jakob Roggeveen, le 5 avril 1722, jour de Pâques, l'île comptait alors près de 4 000 habitants puis fut annexée en 1770, sous le nom d'Isla San Carlos, par l'Espagne. Des Français s'y installèrent après 1864 avant que l'île ne devienne une possession chilienne en 1888. La population est estimée à 7 750 habitants en 2017.
Malgré son éloignement, le succès touristique a suscité des réflexions sur les conséquences du surtourisme. Depuis 1995, le patrimoine exceptionnel de l'île est protégé et inscrit au patrimoine mondial de l'UNESCO. Des parcs ou réserves naturelles, parfois surveillés, enserrent les zones des vestiges. La communauté Rapa Nui veille précieusement sur les traces de ce patrimoine et constitue localement un pouvoir parallèle aux autorités chiliennes.

Drapeau actuel et officiel de l'île de Pâques.

## Nom officiel
Le nom espagnol d'Isla de Pascua (île de Pâques) est donné par le navigateur hollandais Jakob Roggeveen qui y accoste le dimanche de Pâques 1722, et la baptise ainsi Paaseiland. En août 2018, la chambre des députés chilienne adopte le double nom de Rapa Nui-Isla de Pascua, mais le sénat chilien rejette cette disposition.

## Noms locaux
Les habitants d'origine polynésienne ont plusieurs dénominations de l'île, que les Européens ont ultérieurement réinterprétées, :
- avant les changements de population postérieurs à 1861, la tradition orale locale rapporte que le nom de l'île était Haumaka ou plus exactement Te kainga a Hau Maka (le bout de terre de Hau Maka, également connu comme Hau Mata, Hao Matuha ou Hotu Matu'a)[6] ; Alfred Métraux donne aussi Hiti-ai-Rangi, Hanga-Oaro et Hanga-Roa, nom conservé jusqu'à nos jours par la capitale de l'île[7] ;
- Te pito o te henua, en rapanui, désignait, selon la même tradition orale, un lieu-dit plus ou moins au centre de l'île où se tenaient les palabres entre iwi (clans)[7], mais Alphonse Pinart, dans son Voyage à l'île de Pâques (1877), a interprété ce toponyme comme étant le nom de l'île et comme signifiant le « nombril du monde » ; d'autres interprétations sont « le nombril de la terre », « le centre de la terre » ou « la fin des terres » ;
- Rapa Nui (la grande Rapa) a été popularisée tardivement (XIXe et XXe siècles), entre autres par l'explorateur Thor Heyerdahl, après la décimation de 1861, mais ce sont les matelots de Rapa, la petite, en Polynésie française, qui ont donné ce nom[8], généralement adopté par la population actuelle[9] ;
- enfin, Matakiterani est une déformation de Mat'aki te rangi ou Mat'aki te u'rani (les « yeux qui regardent le ciel » ou « du ciel »), du nom d'îles connues des Mangareviens dans l'est des îles Gambier et citées par Honoré Laval[10] : des auteurs européens et notamment Thor Heyerdahl ont employé ce nom pour désigner l'île de Pâques dans leurs ouvrages, en partant de la supposition que les « yeux qui regardent le ciel » seraient ceux des moaï[9].

## Histoire et peuplement

### Premiers peuplements
D'après les analyses génétiques, effectuées au XXe siècle, la plupart des habitants (∼76 %) sont d'origine polynésienne. Les individus anciens étudiés portent l'haplogroupe mitochondrial polynésien typique : B4a1a1. Leur langue est d'origine austronésienne, mais la présence des mêmes légumes, désignés par le même nom en Polynésie et en Amérique du Sud, démontre des contacts entre ces deux régions, sans montrer s'il y a eu peuplement austronésien en Amérique du Sud, ou amérindien dans l'île de Pâques, comme le pensait Thor Heyerdahl lorsqu'il aborda l'île. Le pourcentage d'ascendance amérindienne dans la population actuelle de l'île semble postérieur à l'arrivée des premiers Européens et les marqueurs amérindiens sont absents des squelettes antérieurs.

Dispersion de la patate douce dans le Pacifique.

Toutefois, l'hypothèse émise par Thor Heyerdahl suscite toujours de nouvelles études visant à l'étayer, notamment de la part de Jean-Hervé Daude, Denise Wenger, Charles-Edouard Duflon, Alexander Ioannidis ou Javier Blanco-Portillo ; la plus récente, publiée en 2020, affirme ainsi que des contacts entre Polynésiens et Amérindiens proches des Zenú de l'actuelle Colombie se seraient produits dans les îles Marquises au XIIIe siècle. Les spécialistes du peuplement de l'Océanie ne nient pas que des navigateurs polynésiens hauturiers aient pu, sur de grandes pirogues à balancier ou bien sur des catamarans offrant plus de charge utile, échanger avec l'Amérique du Sud : la dispersion de légumes comme la kumara en témoigne. Ils doutent seulement que le mégalithisme soit un apport exclusivement sud-américain que les Polynésiens auraient été incapables d'initier d'eux-mêmes,.
Quoi qu'il en soit, la date du début du premier peuplement de l'île par des Polynésiens n'est pas déterminée avec précision. Selon l'hypothèse d'une chronologie longue, il daterait de 400 ou de 800 ; mais selon la thèse, majoritaire, d'une chronologie courte, le peuplement daterait de 1200,. Des mesures au radiocarbone, effectuées dans les années 1950, estimaient la date du peuplement de l'île vers 400 (à +/- 80 ans). De nouvelles études ont mis en évidence des pollutions sur les mesures antérieures, impliquant un vieillissement des résultats. Des mesures de radiocarbone publiées en 2006 ont mis en évidence des premières implantations plus récentes, vers 1200.
Ces premiers colons polynésiens seraient partis des îles Marquises (situées à plus de 3 200 km) ou bien des îles plus proches des îles Tuamotu (Mangareva, à 2 600 km) en passant par Pitcairn (située à 2 000 km). Une reconstitution, effectuée en 1999 à partir de Mangareva sur des embarcations polynésiennes, a demandé 19 jours de navigation. En rapanui moderne, ces premiers habitants polynésiens sont appelés matamua : « ceux d'autrefois ».
Les plus anciens moaïs ressemblent beaucoup aux tikis que l'on peut voir dans les îles de Polynésie (Hiva Oa ou Nuku Hiva des Marquises, Tahiti…), et une partie de la flore et de la faune de l'île est très semblable à celle des autres îles polynésiennes (par exemple la fougère Microlepia strigosa (en), le Sophora toromiro, le Hauhau Triumfetta semitrebula, le Mahute Broussonetia papyrifera ou le Ti Cordyline terminalis, les poulets, les rats…)

### Hotu Matu'a et les premiers Pascuans

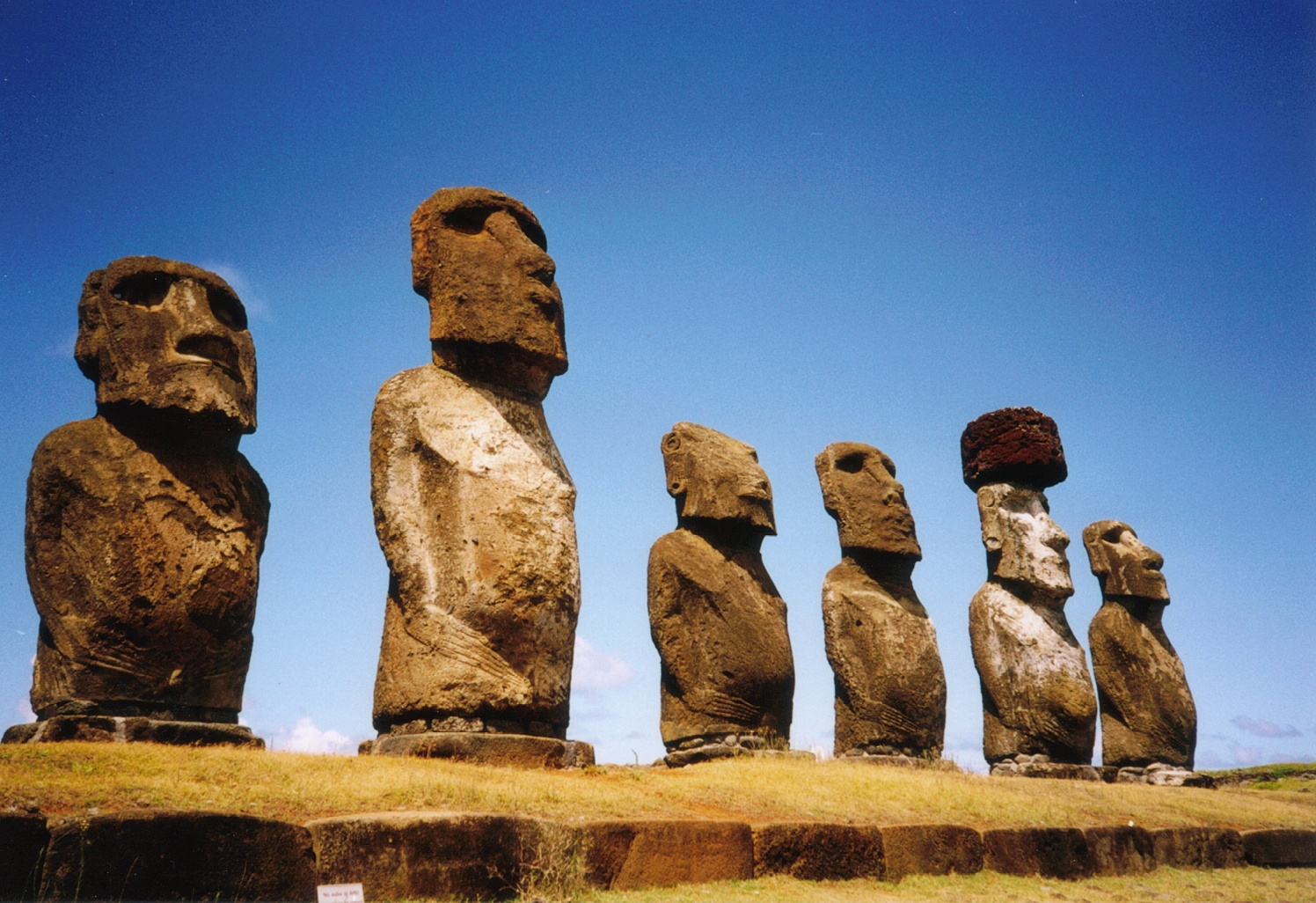
Moaïs.

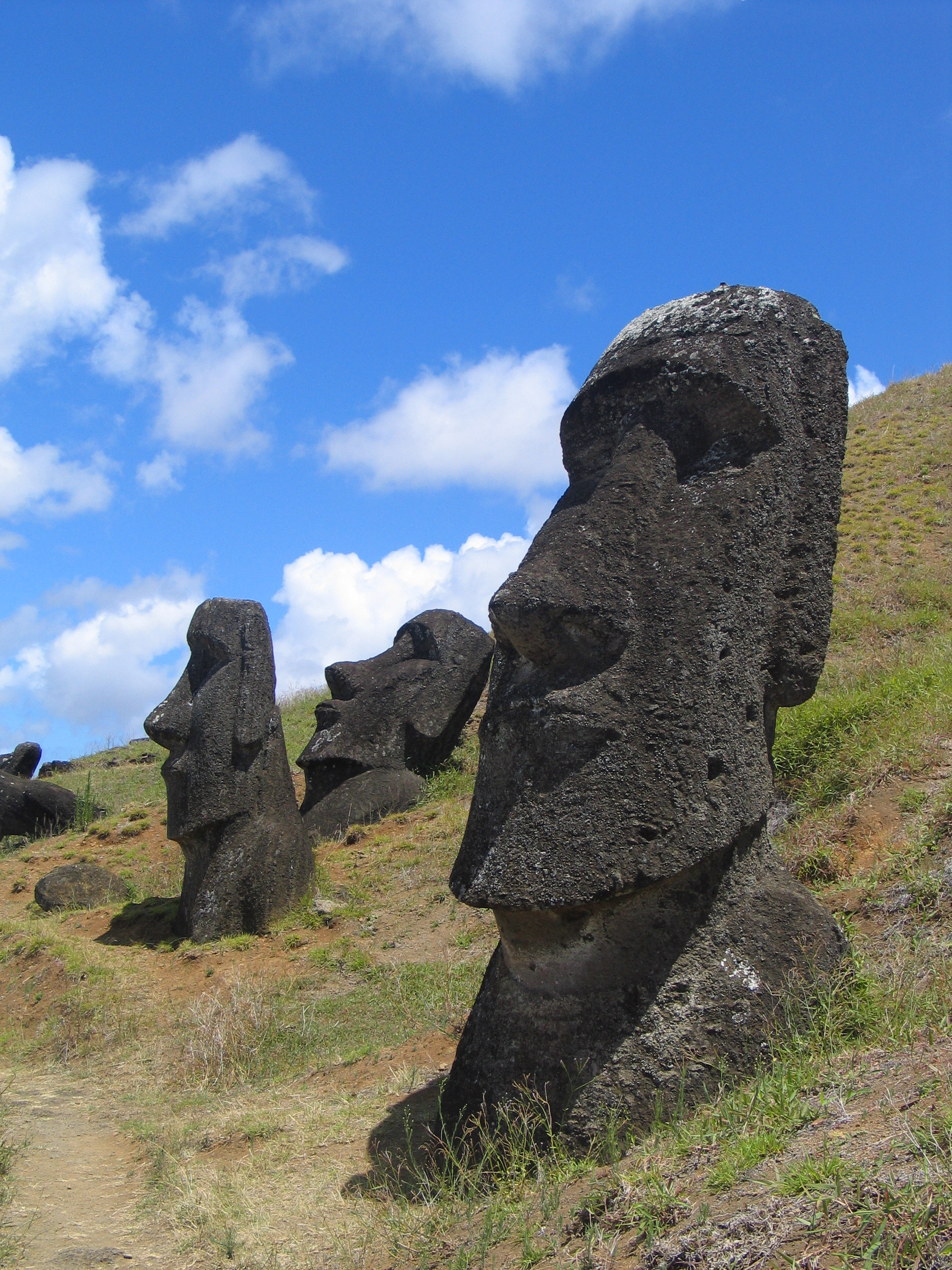
Moaïs dans la carrière de Rano Raraku.

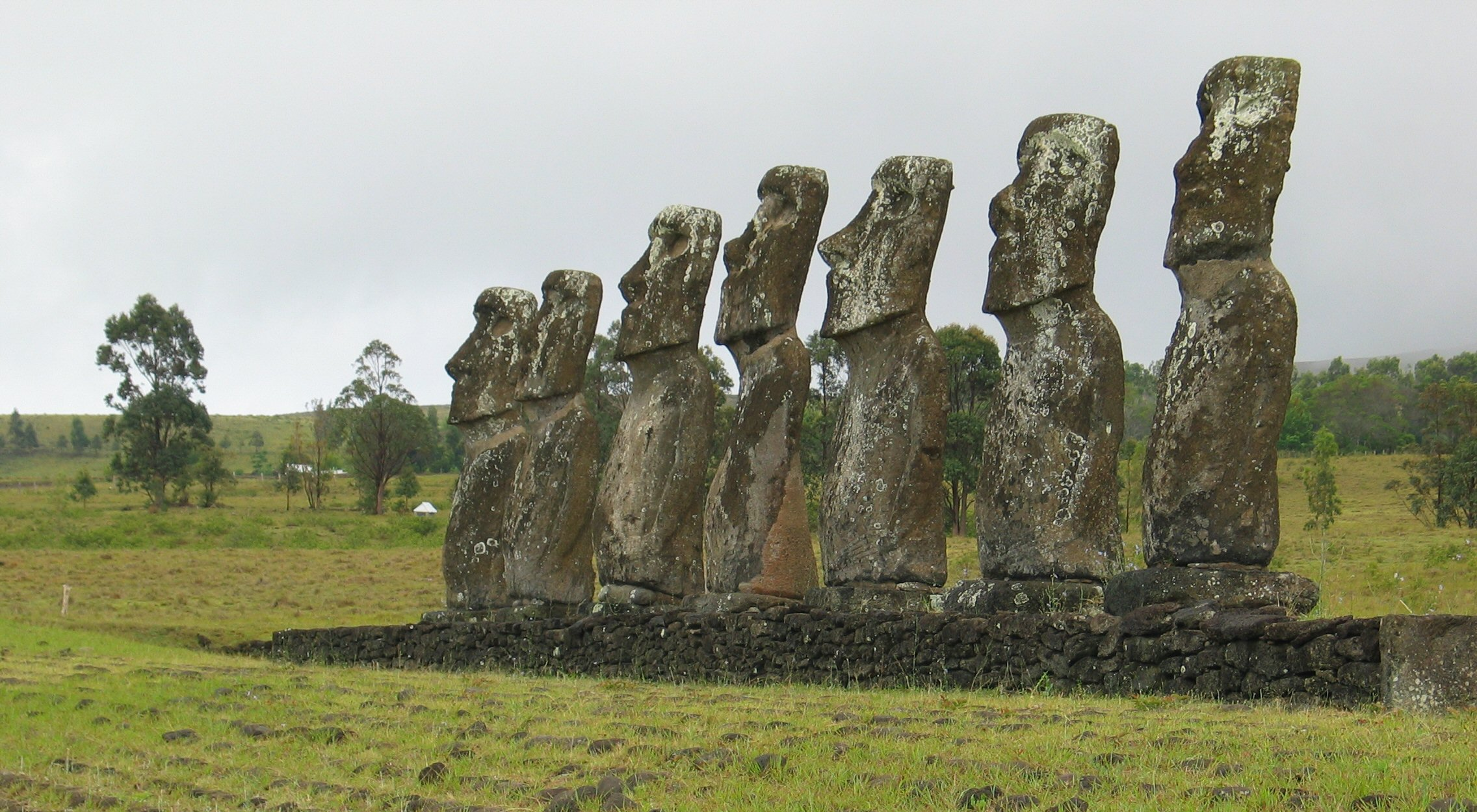
Moaïs de l'Ahu d'Aka'hivi.

Les immigrants matamua (« ceux d'autrefois » en rapanui) avaient, selon la tradition orale, un chef nommé Hotu Matu'a, parfois appelé Haumaka : ils ont développé, malgré des ressources assez limitées, une société complexe et bien adaptée à son environnement. L'importance croissante du culte des ancêtres s'est traduite par l'érection de centaines des statues moaï. Au XVIe siècle, un tapu fut jeté sur les statues (alors abattues) et les plateformes cérémonielles (ahus) (alors recouvertes de terre), manifestant un changement religieux par lequel le culte des ancêtres laissa la place prépondérante à celui de Make-make, du tangata manu et des Aku-Aku. La cause de ce changement est l'objet de multiples suppositions et débats : séisme et tsunami ? sécheresse et désertification ? crise sociale et révolte contre les élites ?
En tout cas, lorsque les premiers explorateurs sont arrivés sur l'île, ils ont trouvé les statues renversées et ont supposé que c'était l'indice d'une guerre civile, supposition aussitôt intégrée dans la tradition orale de l'île,. Puis, en découvrant que ces statues avaient été posées au sol avec le plus grand soin (et en très bon état), ils en ont conclu que le renversement des moaïs n'étaient pas un geste de destruction mais simplement que la population de l'île de Pâques avait changé de croyance et jeté un tapu sur les statues, laissées dans les carrières dans l'état d'achèvement où elles étaient au moment du changement, puis recouvertes par les produits d'érosion du volcan. Le tuf dans lequel les moaïs ont été sculptés est jaune, mais exposé aux intempéries, il vire au gris. Les parties enfouies ont gardé leur couleur originelle, ce qui prouve que le changement est relativement ancien (plusieurs siècles, environ trois cents ans). À ce moment, le culte de Make-make et de l'homme-oiseau Tangata manu prit de l'importance, remplaçant le culte des ancêtres antérieur.
Les études scientifiques les plus récentes attestent d'importantes périodes de sécheresse à répétition aux  XVIe siècle et XVIIe siècle. Des études paléoclimatiques remontant jusqu'en 850 apr. J.-C. montrent qu'entre 1550 et 1650 l'île est affectée par de fréquents épisodes La Niña, une oscillation climatique majeure de l'océan Pacifique. Ces épisodes se traduisent par une météorologie plus froide et plus sèche que la normale, ce qui entraîne une baisse des pluies. L'île de Pâques souffre donc de sécheresses intenses, beaucoup plus fréquentes et très longues, pendant près d'un siècle, certaines pouvant durer plusieurs années (la plus longue identifiée est de 7 ans). En conséquence, le couvert forestier diminue ainsi que les récoltes, et ultimement la population des Pascuans diminue aussi, passant d'une estimation de 15 000 personnes à environ 3 000 personnes sur 100 ans.
Les Pascuans s'adaptent en mettant au point des systèmes de stockage de l'eau et en créant des petits jardins vivriers, les manavai, mais cela ne peut compenser que partiellement la baisse importante des ressources en eau et en végétation. Une analyse des pollens piégés dans les sédiments du lac de cratère Rano Kao confirme que vers le milieu du XVIIe siècle les arbres disparaissent complètement du paysage pascuan.
Les autochtones Matamua ou Haumaka (« d'autrefois » ou « de Hotu-Matu'a ») en étaient là lorsque brutalement, leur population fut réduite à cent onze personnes en raison des maladies apportées par des nouveaux venus, de l'esclavage pratiqué par les exploitants péruviens de guano et de l'introduction de moutons qui firent disparaître les forêts de Sophora toromiro, provoquant l'érosion des sols de l'île. Après l'arrivée des planteurs et des missionnaires européens (initialement français), leurs ouvriers agricoles polynésiens (dont beaucoup, selon Eugène Caillot, seraient originaires de Rapa-Iti et de Mangareva) se mêlèrent aux autochtones survivants, formant le peuple Rapa-Nui, que le missionnaire Eugène Eyraud achève de convertir au catholicisme. En fait, il semble que des contacts entre Rapanais, Mangareviens, Pascuans et autres polynésiens ont aussi pu se produire aux îles Chincha, près des côtes péruviennes, où les esclavagistes ont exploité les ouvriers qu'ils avaient razziés dans diverses îles océaniennes.

### Société indigène de clans

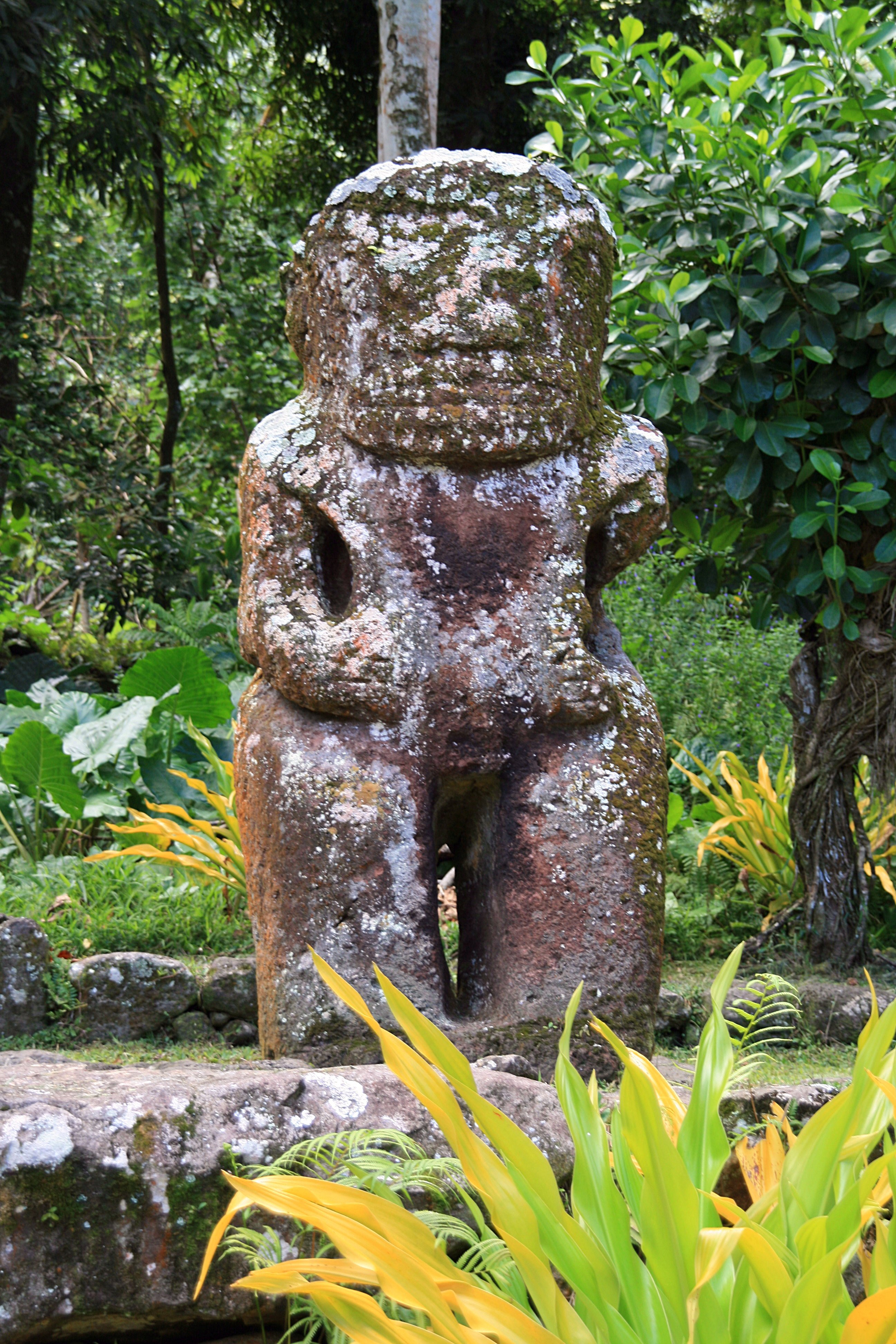
Tiki du chef Taka'i'i à Mea'e Te l'Ipona, près de Puamau, dans Hiva (îles Marquises).

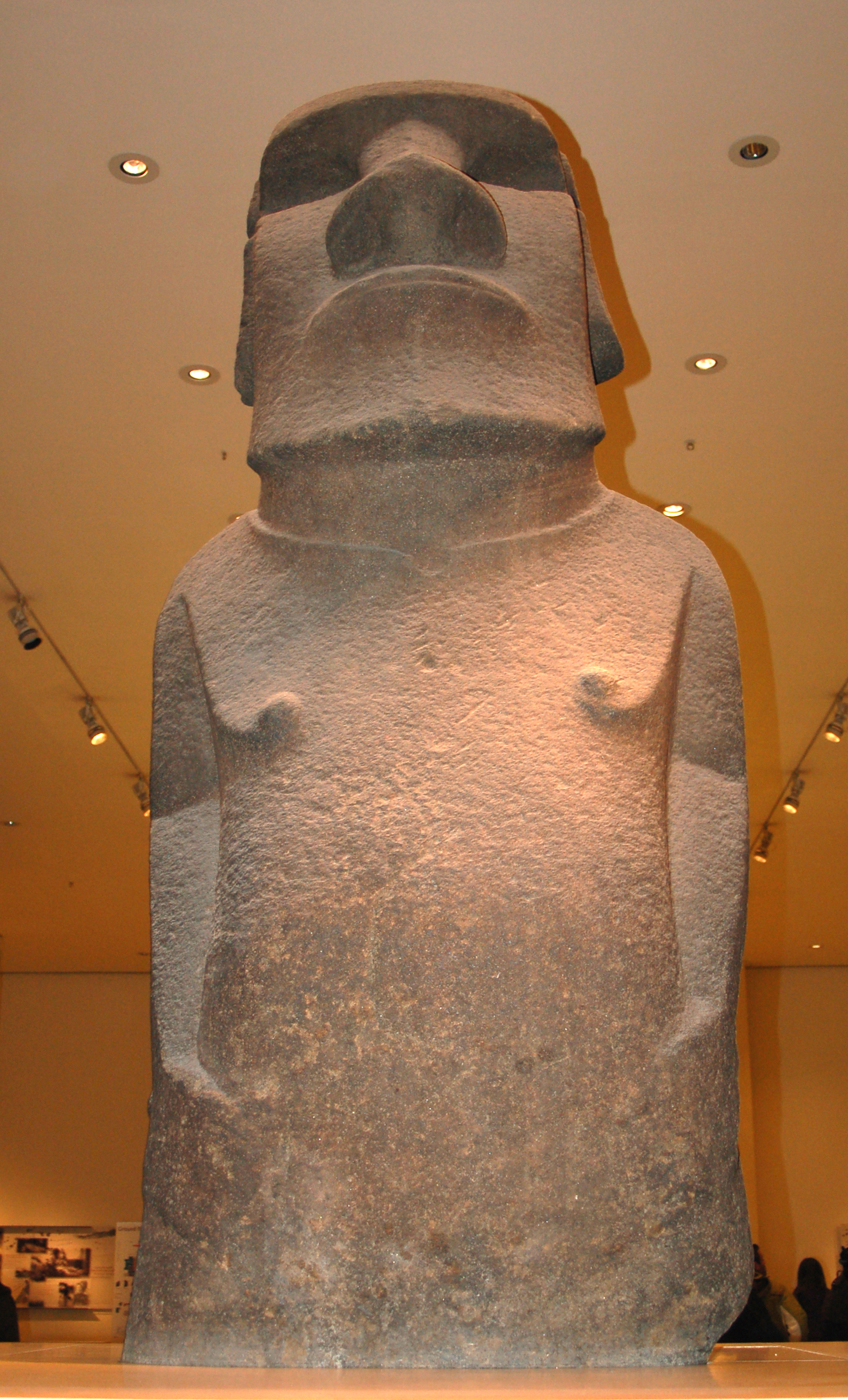
Moaï dit Hoa Hakananai'a, d'Orongo, sur l'île de Pâques, actuellement au British Museum.

La société des indigènes matamua (d'« autrefois ») comptait, comme beaucoup d'autres sociétés polynésiennes, une dizaine d'iwi (clans familiaux) : l'île était partagée entre les clans, et les paepae (villages) étaient pour la plupart situés entre la côte où se situaient les ahu (esplanades cérémonielles) et le centre de l'île, où les territoires se rejoignaient. Les iwi, paepae et ahu d'Aka'hanga, Anakena, Heiki'i, Mahetua, Taha'i, Tepe'u, Terevaka, Tongariki, Va'e Mata et Vinapu sont attestés.

### Exploration européenne

#### Voyages de découverte (XVIIe–XVIIIesiècles)

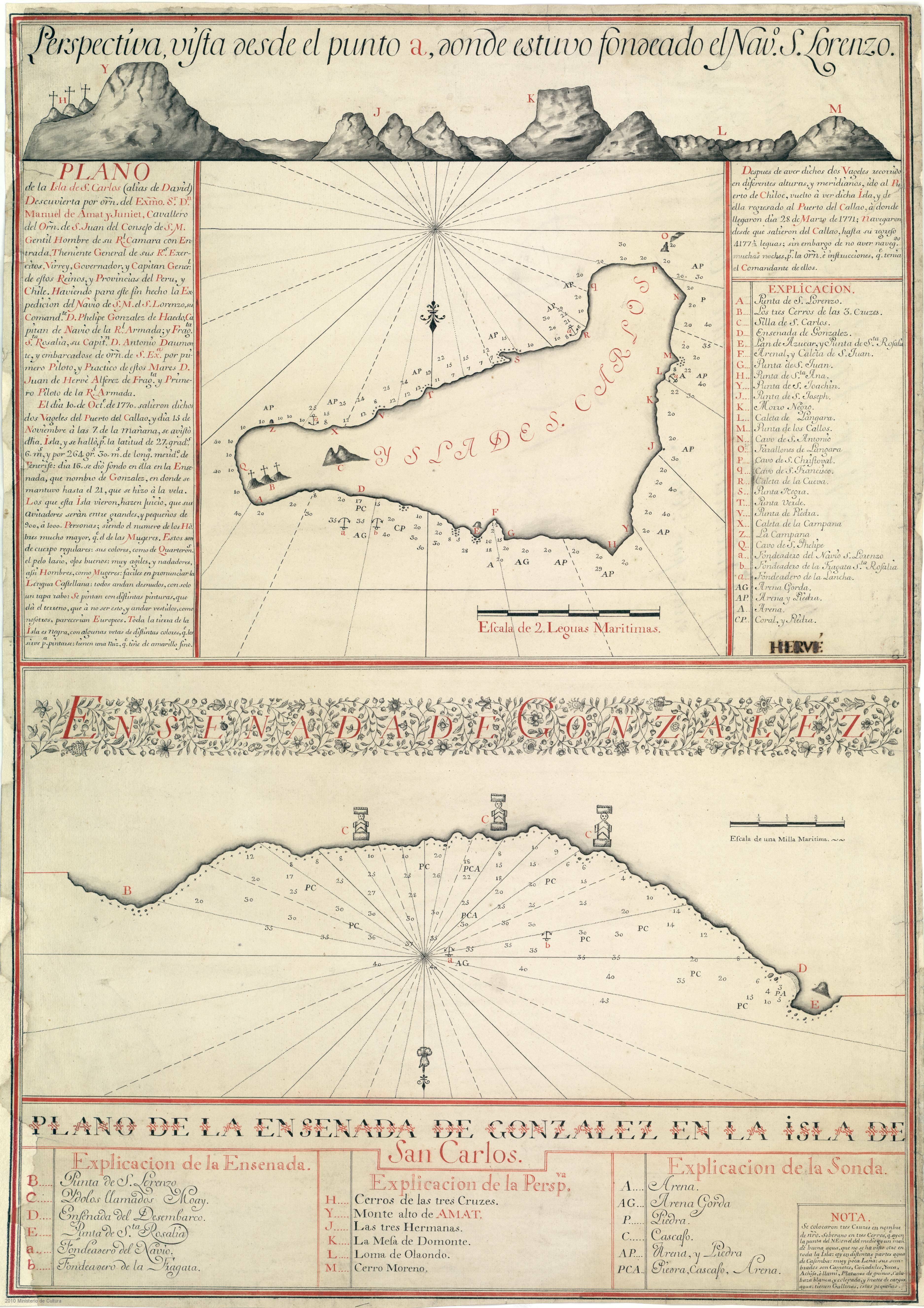
La carte de l'île de Pâques (renommée Isla de San Carlos) dessinée par González de Ahedo en 1770. Le nord est en bas.

Le premier Européen qui ait aperçu l'île fut peut-être, en 1687, le pirate Edward Davis sur le Bachelor's Delight, alors qu'il venait des îles Galápagos et naviguait en direction du cap Horn. Son coéquipier Lionel Wafer décrit une île aperçue par hasard, sous la même latitude que l'île de Pâques, sur laquelle ils n'effectuèrent pas de débarquement, et qu'on pensa par la suite pouvoir être un promontoire du légendaire « continent du Sud ».
Le nom de l'île est dû au Hollandais Jakob Roggeveen qui y accosta avec trois navires au cours d'une expédition pour le compte de la Compagnie néerlandaise des Indes occidentales. Il la découvrit en effet le dimanche de Pâques 1722 et l'appela Paasch-Eyland (île de Pâques). Un des participants à l'expédition était le Mecklembourgeois Carl Friedrich Behrens dont le rapport publié à Leipzig orienta l'attention de l'Europe vers cette région à peine connue du Pacifique.
L'explorateur suivant fut l'Espagnol Felipe González de Ahedo qui avait reçu du vice-roi du Pérou l'ordre d'annexer l'île pour le compte de la Couronne espagnole. L'expédition de González de Haedo débarqua le 15 novembre 1770. Après une visite rapide et très partielle de l'île (exploration d'une demi-journée dans un seul secteur), et après un contact amical avec une population à structure sociale hiérarchisée, Felipe González de Haedo, qui ne pensait pas être dans l'île de Roggeveen, décida d'annexer cette terre à la Couronne d'Espagne et la nomma Île de San Carlos. Il fit planter plusieurs croix à l'Est de l'île, sur la pointe du volcan Poïké. Durant les années qui suivirent, l'Espagne ne se soucia guère de sa nouvelle possession. Preuve fut faite en cartographie qu'il s'agissait bien de la découverte du Hollandais Roggeveen, donc cette terre lointaine ne pouvait appartenir à l'Espagne.

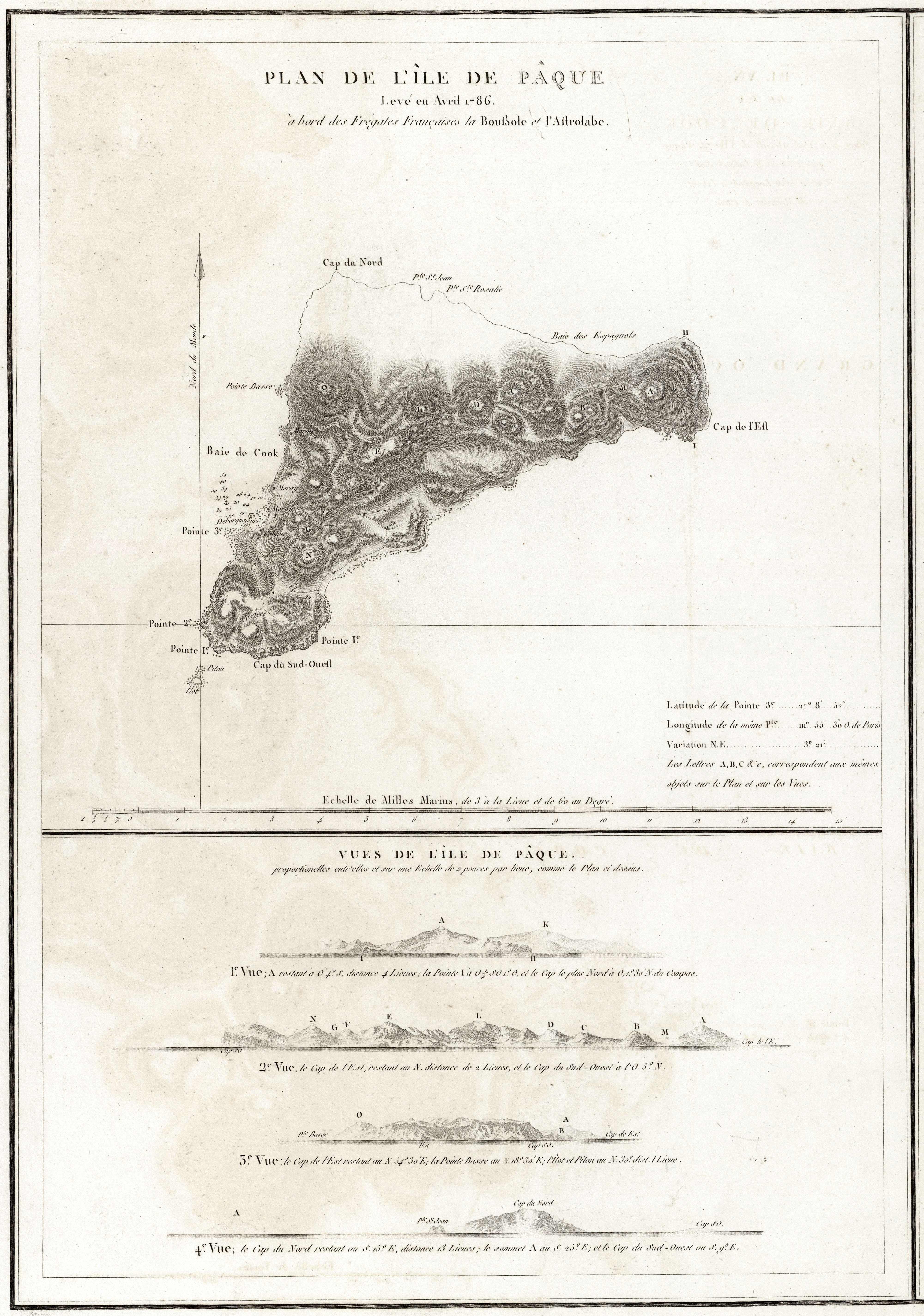
Plan de l'île levé par l'expédition de La Pérouse en 1797.

Au cours de sa deuxième expédition du Pacifique Sud, James Cook visite l'île de Pâques du 13 mars 1774 au 17 mars 1774, à terre par deux fois pour une journée pour une partie du personnel. Il n'en est pas enthousiasmé et écrit dans son livre de bord : « Aucune nation ne combattra jamais pour l'honneur d'avoir exploré l'île de Pâques, […] il n'y a pas d'île dans la mer qui offre moins de rafraîchissements et de commodités pour la navigation que celle-ci. » Cependant, son séjour fournit des informations essentielles sur la constitution géologique, la végétation, la population et les statues — qui, dans leur majorité, avaient déjà été renversées, sans que l'on sache si c'est par les hommes, ou par un séisme. Nous avons des images témoins de cette époque grâce au naturaliste allemand Reinhold Forster et à son fils Georg Adam Forster, qui participent à l'expédition Cook. Reinhold Forster a dessiné les premiers croquis des statues (moaïs) qui, gravés et publiés dans un style alors typiquement romantique, firent sensation dans les salons.
En 1786, le navigateur français La Pérouse débarque pour une journée sur l'île de Pâques au cours de sa circumnavigation terrestre, effectuée sur l'ordre du roi Louis XVI. La Pérouse avait l'ordre de dessiner des cartes précises afin de contribuer, avec l'étude des peuples du Pacifique, à la formation du dauphin.
De 1780 à 1860, on conserve quelque trace de la visite de cinquante bateaux seulement en tout, soit, si on intègre baleiniers et bateaux de commerce, au mieux deux cents passages de bateau.

#### XIXesiècle

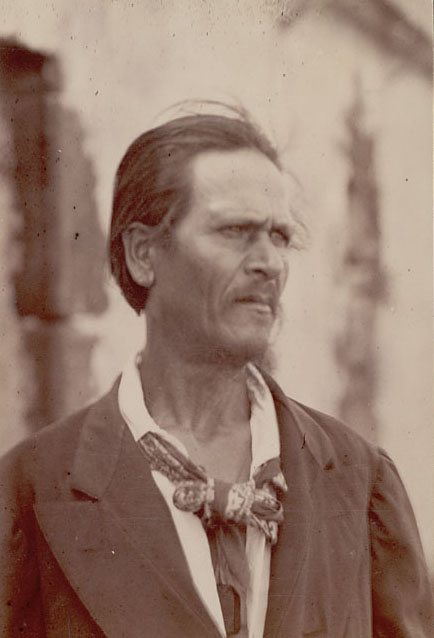
Kaitae, descendant direct de Maurata, en 1886.

##### Catastrophe démographique
Selon Alfred Métraux, dans son Introduction à la connaissance de l'Île de Pâques de 1935, la population d'origine (les Matamua ou Haumaka) serait passée de 2 500 personnes à seulement 111 en 1877. Les marchands d'esclaves de Callao au Pérou ont, de 1859 à 1863, fait plusieurs raids et déporté environ 1 500 insulaires pour les vendre aux exploitants de guano des îles Chincha. Toujours selon Métraux, la société matamua est totalement déstructurée par la capture et le massacre en 1861 des ariki (guerriers), des prêtres et du clan Miru (revendiquant descendre de Hotu Matu'a) dont faisaient partie l'ariki-nui (roi) Kaimakoi et son « prince héritier » Maurata, de sorte que la mémoire identitaire des autochtones est en grande partie perdue. Frappée par les maladies introduites par les Européens (notamment la tuberculose), la population diminue encore fortement durant les années 1860 et 1870, avec pour résultat qu'après les immigrations ultérieures, en provenance essentiellement des îles Australes (dont Rapa), Mangareva, Tahiti et les Tuamotu, les Matamua d'origine ne représentaient plus que 3 % environ de la population pascuane, les autres Polynésiens (les Rapa-Nui) étant la moitié, les Européens d'origine 45 %, et les Chinois 1 %. Les Polynésiens venus dans l'île après 1861, déjà pourvus d'anticorps contre les maladies des Européens et déjà en partie christianisés, ont été amenés par les planteurs Dutrou-Bornier, Mau et Brander comme ouvriers agricoles, entre 1864 et 1888.
Jared Diamond avance dans la théorie du « suicide écologique » que les Matamua, imprévoyants, auraient déboisé leur île, rendant leurs terres incultivables, et sombrant ainsi dans la famine et la guerre civile. Les observations archéologiques récentes contredisent cette hypothèse.

##### Mission catholique (1864)
C'est en 1864 qu'a lieu l'installation sur l'île du premier Européen sédentaire : Eugène Eyraud, un Français ouvrier mécanicien à Copiapó (Chili), qui a décidé de se consacrer à l'évangélisation. Après un séjour d'observation (dont il a laissé un compte rendu), Eyraud retourne au Chili se faire soigner et revient en mars 1866 avec un prêtre, Hippolyte Roussel, qui se trouvait auparavant en fonction aux îles Marquises. Tous deux créent la mission catholique. Deux autres missionnaires arrivent en novembre 1866 avec des animaux et du matériel. Cependant, Eugène Eyraud meurt en août 1868 de la tuberculose.

##### Planteurs-éleveurs Dutrou-Bornier et Mau (1866)
Les nouveaux missionnaires ont été convoyés par le capitaine français Jean-Baptiste Dutrou-Bornier à qui l'île de Pâques paraît très intéressante. Il revient quelques mois plus tard avec son propre matériel et sa famille afin de créer une exploitation agricole. Un autre colon s'installe en même temps : le charpentier de marine Pierre Mau. En septembre 1868 est établi un « Conseil de gouvernement », présidé par Dutrou-Bornier avec le missionnaire allemand Gaspar Zumbohm pour secrétaire, et quatre membres polynésiens représentant les ouvriers amenés de Polynésie française. Ce « Conseil de gouvernement » se dote d'institutions : un tribunal présidé par Hyppolite Roussel et une police, les mutoi. La mission, elle, est rattachée au vicariat apostolique de Tahiti : en fait, la mission et les colons européens procèdent surtout à d'importants achats de terre à très bas prix auprès de Pierre Mau et des propriétaires Matamua ayant survécu à la catastrophe de 1862.

##### Association Dutrou-Bornier/Brander (1871-1876)
En 1869, Pierre Mau quitte l'île, revendant ses propriétés à la mission catholique. Des dissensions liées aux mœurs de Dutrou-Bornier entraînent le départ des missionnaires en 1871 ; l'ancien capitaine devenu planteur reste le seul Européen. Le 30 octobre 1871, il conclut un « contrat d'association pour l'exploitation de l'île de Pâques » avec l'entrepreneur écossais installé à Tahiti (où il a épousé Titaua Salmon en 1856), John Brander. De fait, il s'agira essentiellement d'un élevage de moutons de plusieurs milliers de têtes. La mort de Dutrou-Bornier en 1876, suivie de celle de John Brander en 1877, crée des problèmes juridiques, les héritiers respectifs s'engageant dans une procédure qui ne prendra fin qu'en 1893. Entretemps, la responsabilité de l'exploitation agricole de l'île de Pâques revient au beau-frère de John Brander, Alexander Salmon, véritable maître de l'île jusqu'à l'annexion par le Chili en 1888.

##### Autres voyages de découverte

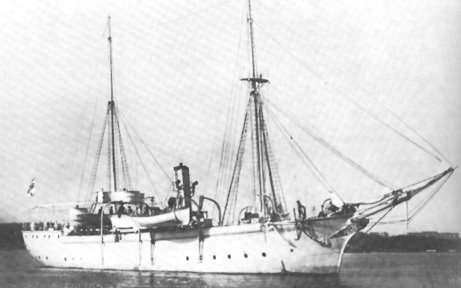
Photographie de la canonnière SMS Hyäne.

En 1882, la canonnière allemande SMS Hyäne (« La Hyène ») visita durant cinq jours l'île de Pâques au cours d'une expédition dans le Pacifique. Le capitaine-lieutenant Geiseler avait l'ordre de l'amirauté impériale d'entreprendre des études scientifiques pour le département ethnologique des musées royaux prussiens de Berlin. L'expédition a fourni, entre autres, un demi-siècle avant Alfred Métraux et près de 80 ans avant Thor Heyerdahl, les descriptions très détaillées des us et coutumes, de la langue et de l'écriture de l'île de Pâques ainsi que des dessins exacts de différents objets culturels, des statues (moaïs), des croquis de maisons et un plan détaillé du lieu de culte Orongo.
Le médecin de marine William Judah Thomson prit les premières photos de statues (moaïs) en 1886 alors qu'il visitait l'île à bord du navire américain USS Mohican.

### Domination chilienne
Le 9 septembre 1888, l'île est annexée au nom du Chili par le capitaine de corvette Policarpo Toro (1856-1921), qui y séjournait depuis 1886 et menait les négociations avec les habitants, malgré quelques tentatives de la France pour les contrecarrer. La lignée royale, descendant de Hotu Matu'a (le clan Miru), étant éteinte depuis 1861, un traité d'annexion de l'île est signé avec un certain Atamu Tekena, reconnu comme roi par le gouvernement chilien.
L'île est divisée entre la réserve de Hanga Roa, 6 % de la surface de l'île, où sont parqués les Rapa-Nui, et la Compagnie Williamson-Balfour, qui possède le reste et y élève des moutons jusqu'en 1953.
De 1953 à 1966, l'île est sous le contrôle de la marine chilienne.
En 1966, les Pascuans reçoivent la nationalité chilienne, sont autorisés à quitter la réserve, et l'île devient un territoire de droit commun.
Enfin, le 30 juillet 2007, une réforme constitutionnelle dote l'île d'un statut de « territoire spécial », mais elle continue pour le moment d'être administrée comme une province de la Ve Région (Valparaíso).

### Menace du changement climatique
Au XXIe siècle, le changement climatique et la montée des océans qui en résulte menacent la plupart des sites archéologiques de l'île.

## Géographie et climat

### Géographie

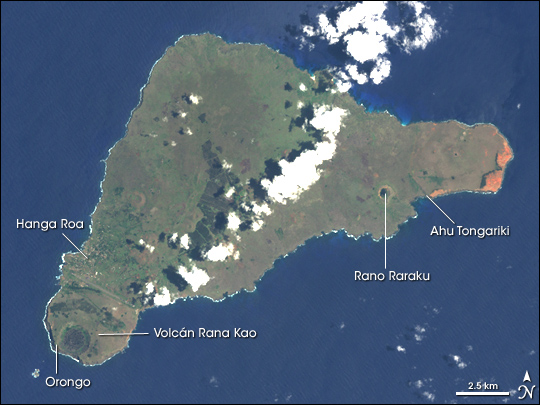
Vue satellite de l'île.

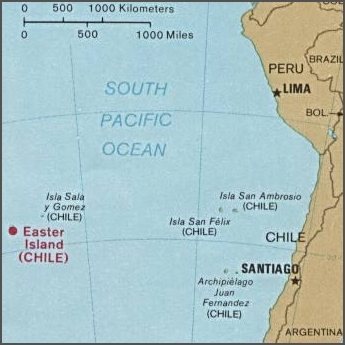
Îles de Pâques et Salas y Gómez et la côte de l'Amérique du Sud.

Située dans le Nord-Est de l'océan Pacifique sud, cette terre est l'une des plus isolées au monde. L'île la plus proche, mais déserte, est Salas y Gómez, à 391 km à l'est. Pitcairn est l'île habitée la plus proche, à 2 075 km à l'ouest. L'île de Pâques se trouve à 3 525 kilomètres des côtes chiliennes et à 4 193 km de Tahiti.
L'île de Pâques est de forme triangulaire, mesure environ 23 km dans sa plus grande dimension, et couvre 164 km2. Le plus haut point de l'île à 506 mètres d'altitude est le Maunga Terevaka. Il y a trois lacs d'eau douce dans des cratères volcaniques (Rano) : Rano Kau, Rano Raraku et Rano Aroi mais aucun cours d'eau permanent. La population selon le dernier recensement de 2017 est de 7 750 habitants, la grande majorité vivant dans le chef-lieu et seule agglomération de l'île : Hanga Roa.

### Géologie
L'île est d'origine volcanique avec trois cônes principaux éteints. Le Maunga Terevaka forme la plus grande superficie de l'île. Les monts Poike à l'est et Rano Kau au sud lui sont reliés par des dépôts de débris d'éruption et donnent la forme triangulaire de l'île. Il existe de nombreux autres petits cratères et reliefs volcaniques dont le Rano Raraku, le Puna Pau ainsi que des tunnels de lave. Les roches principales sont le basalte et l'hawaiite, toutes deux riches en fer et apparentées aux roches ignées des îles Galápagos.
L'île de Pâques est entourée d'îlots comme Motu Nui, une montagne volcanique de plus de 2 000 mètres de hauteur (entre le fond de la mer et son sommet emergé). L'île de Pâques et ces îlots font partie de la chaîne volcanique de Salas y Gómez, principalement sous-marine, qui débute à Pukao et s'étend sur 2 700 km vers l'est jusqu'à la dorsale de Nazca. Cette chaîne a été formée par le point chaud de l'île de Pâques.
Les îles de Pukao, Moai et de Pâques ont été formées au cours des 750 000 dernières années. L'éruption la plus récente date d'un peu plus de 100 000 ans. Ce sont les plus jeunes volcans de la chaîne de Salas y Gómez, situés à son extrémité occidentale. De la fumée a été photographiée sortant du mur du cratère Rano Kau — pourtant éteint — par l'administrateur de l'île, M. Edmunds.
Notes
Le point antipodal de l'île se trouve dans le district de Jaisalmer, dans le Rajasthan en Inde. C'est un lieu inhabité entre les villages de Kuchchri, Häbur et Mokal.
L'éclipse totale du Soleil du 11 juillet 2010 est passée par l'île de Pâques, 10 ans et 11 mois (calendaires), soit 1 tritos, après celle du 11 août 1999. À cette occasion, l'astronome français Jean-Claude Merlin a annoncé officiellement le baptême de la petite planète 221465 du nom de Rapa Nui.

### Climat
Le climat de l'île de Pâques est subtropical maritime. La température minimale est de 16 °C en juillet et août (hiver austral) et le maximum est de 28 °C en février. Il tombe 1 138 mm de pluie annuellement et avril est le mois le plus pluvieux, mais la pluie est assez bien répartie tout au long de l'année.

## Biodiversité et évolution environnementale de l'île

### Avifaune
Les îlots rocheux qui se trouvent au sud-ouest de l'île de Pâques abritent une importante population d'oiseaux de mer : mouettes, goélands, frégates et la mythique sterne noire, devenue très rare aujourd'hui. Dans le culte de Make-make, la sterne noire a joué autrefois un rôle essentiel : chaque année, à l'arrivée de cet oiseau migrateur connu sous le nom indigène de manutara ou mahoké, des hommes gagnaient au large l'île Motu Nui dans le but de rapporter l'un de ses œufs, symbole de la création du genre humain. Toutefois, la catastrophe démographique et culturelle de 1861 a eu pour effet la perte de la plus grande partie de la tradition orale, de sorte que les détails de ce culte ne nous sont connus que partiellement, par les récits des premiers explorateurs et par les ré-interprétations récentes des pétroglyphes et des légendes pascuanes.

### Flore

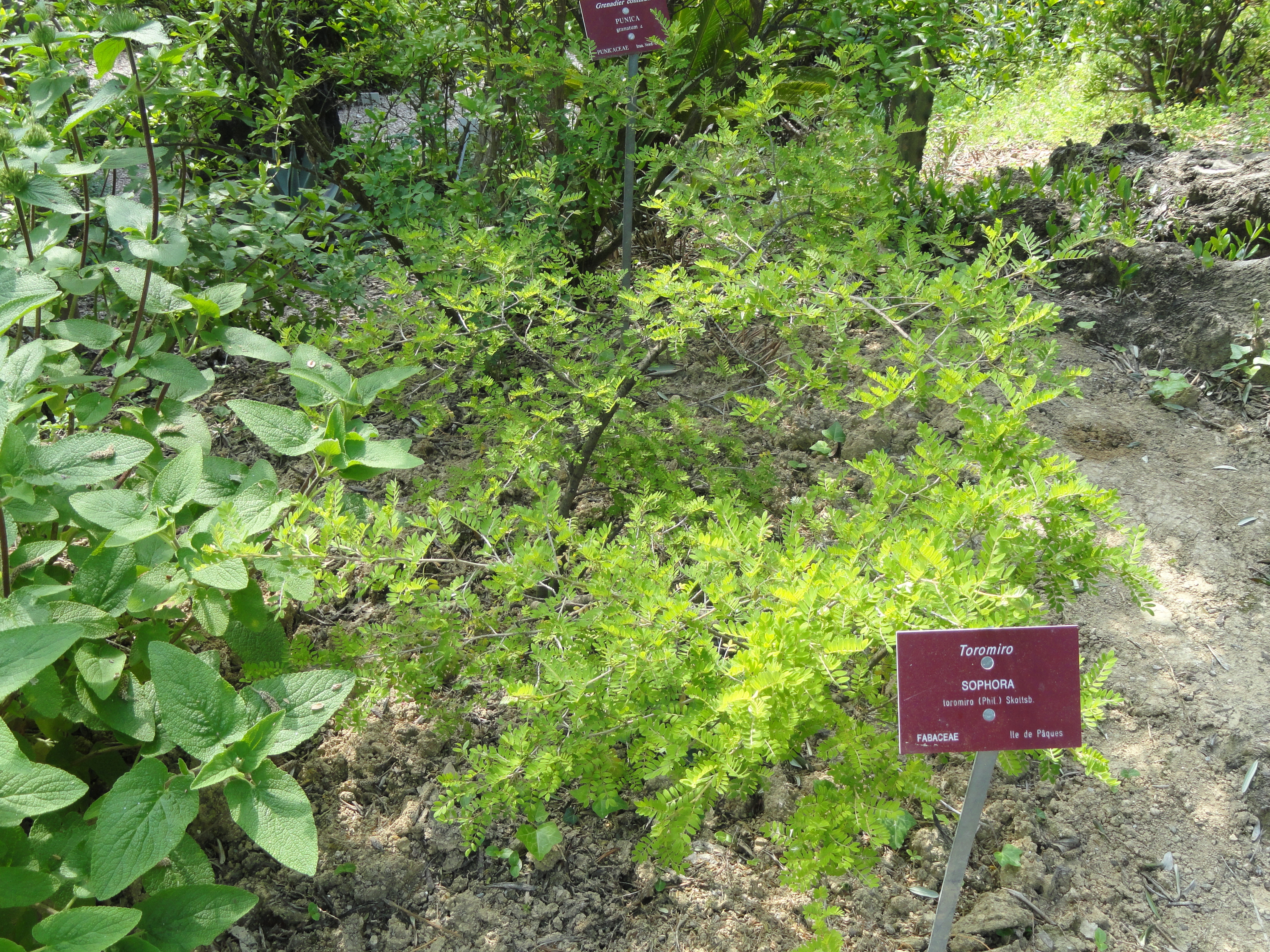
Un pied de toromiro.

L'aspect de l'île frappe actuellement par l'absence de forêt, à l'exception des plantations récentes de toromiro, un sophora endémique de l'île. Cela n'a pas toujours été le cas : les premiers explorateurs européens décrivent la présence de bois de toromiro et de sous-bois de fougères. Il existe de nombreuses traces de racines et de noix d'un palmier, le Paschalococos disperta. Les dernières recherches archéologiques, notamment l'analyse des pollens contenus dans les sédiments ou des restes de repas, prouvent que 25 espèces d'arbres ont totalement disparu ou du moins que leur nombre aurait considérablement chuté à partir des années 1500-1600. Il y aurait donc eu un déboisement, comme l'affirme Peter Eeckhout. Pour lui, « la population des Rapa Nui n’a cessé de croître et de déboiser pour gagner des terres arables ».

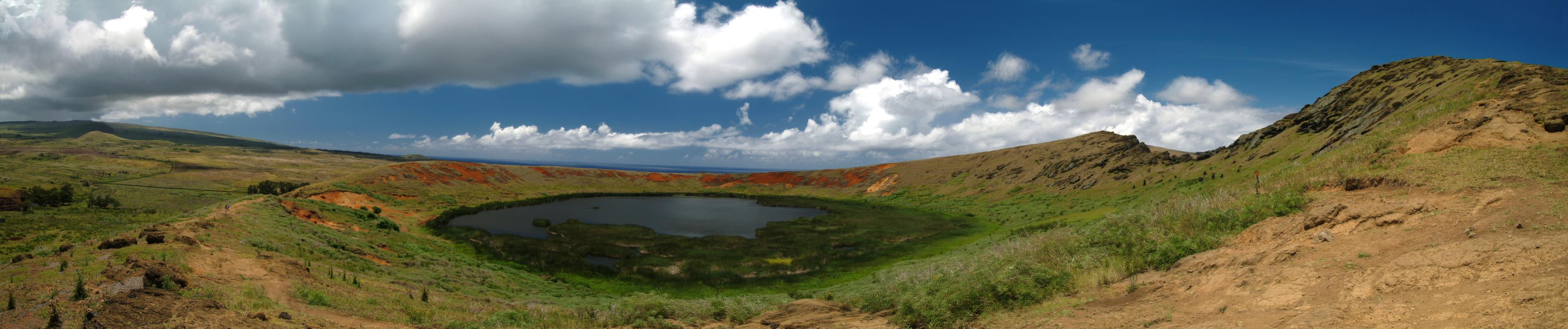
Le cratère du Rano Raraku.

## Démographie

### Population avant les contacts européens
Certains auteurs dont Jared Diamond estiment qu'à son apogée, c'est-à-dire au XVIe siècle, l'île de Pâques aurait pu abriter jusqu'à 15 000 habitants, venus originellement, semble-t-il, des Marquises ou de Mangareva. Ces estimations sont basées sur des calculs de la main-d'œuvre nécessaire pour sculpter et transporter les moaï. Cependant, selon Daniel Taruno, ingénieur agronome, « il semble impossible qu'une société néolithique qui ne connaissait pas la roue et n'élevait pas de bêtes de trait ait pu développer la productivité agricole au point de nourrir 15 000 êtres humains sur 165 km2, soit 90 habitants/km2. Selon la monumentale Histoire des agricultures du monde de Marcel Mazoyer et Laurence Roudart, une telle densité représenterait trois fois celles de la Grèce et de l'Italie antiques. L'agriculture pascuane se situerait ainsi presque au niveau de productivité du système agraire fort performant de l'Égypte pharaonique. Il semble exclu que de tels résultats aient été atteints dans les conditions de l'île de Pâques, que Jared Diamond décrit comme non optimales. » Un modèle mathématique a établi que la population n'a pas pu dépasser 2 000 habitants pour qu'ils puissent durablement survivre sur l'île sans épuiser la ressource qui leur était indispensable : le palmier. Si excédent de population il y a eu, il a conduit à l'épuisement des ressources de l'île et donc probablement à la chute consécutive de l'excédent démographique, en raison de famines, de conflits armés, de migrations maritimes vers d'autres terres… Une migration partielle selon la tradition polynésienne serait d'ailleurs confirmée par des traces d'habitations qui ont, entre autres, été découvertes sur Henderson et sur Pitcairn.
Des études scientifiques de 2021 et 2022, cependant, attestent qu'un couvert forestier important existait jusqu'au milieu du XVIe siècle, et donc les ressources hydriques et végétales nécessaires à nourrir une grande population. C'est une longue période de sécheresse de près d'un siècle, associée au phénomène La Niña, qui va détruire la forêt pascuane, transformant le paysage de l'île en prairie herbacée. La population aurait ainsi fortement chuté durant cette période qui voit l'abandon de l'érection des moaï et la transformation des cultes religieux. Quand les premiers Européens débarquent sur l'île au XVIIIe siècle, la forêt a disparu depuis plus d'un siècle et la population n'est plus que d'environ 3 000 personnes.

### Effets de la colonisation européenne
La déportation vers le Pérou, à partir de 1861, d'un grand nombre d'habitants matamua (dont les dirigeants de l'île) destinés aux travaux forcés sur les îles Chincha (exploitation du guano) fit chuter le nombre d'habitants à 900 en 1868. Ceux qui purent revenir étaient porteurs de maladies qui provoquèrent un nouveau recul démographique.
Un autre phénomène aux lourdes conséquences démographiques fut l'élevage intensif de moutons mis en place par les colons français Jean-Baptiste Dutrou-Bornier et Pierre Mau (voir la section Histoire et peuplement) sur une partie de l'île. À la suite de conflits d'intérêts entre les colons et les missionnaires (également français) installés peu avant, 277 habitants émigrèrent en 1871 vers la Polynésie française, accompagnant les missionnaires qui quittaient l'île de Pâques. En outre, en raison de la surface de terre exploitée par ces élevages, l'expansion démographique des Rapa-Nui se trouva fortement affaiblie, et même empêchée dans tout le nord-est de l'île. En 1877, le nombre d'habitants était tombé à 111. Après cette date, la population se mit à augmenter progressivement ; en 1888, année de l'annexion de l'île par le Chili, 178 habitants furent recensés.

### Population pascuane auXXesiècle

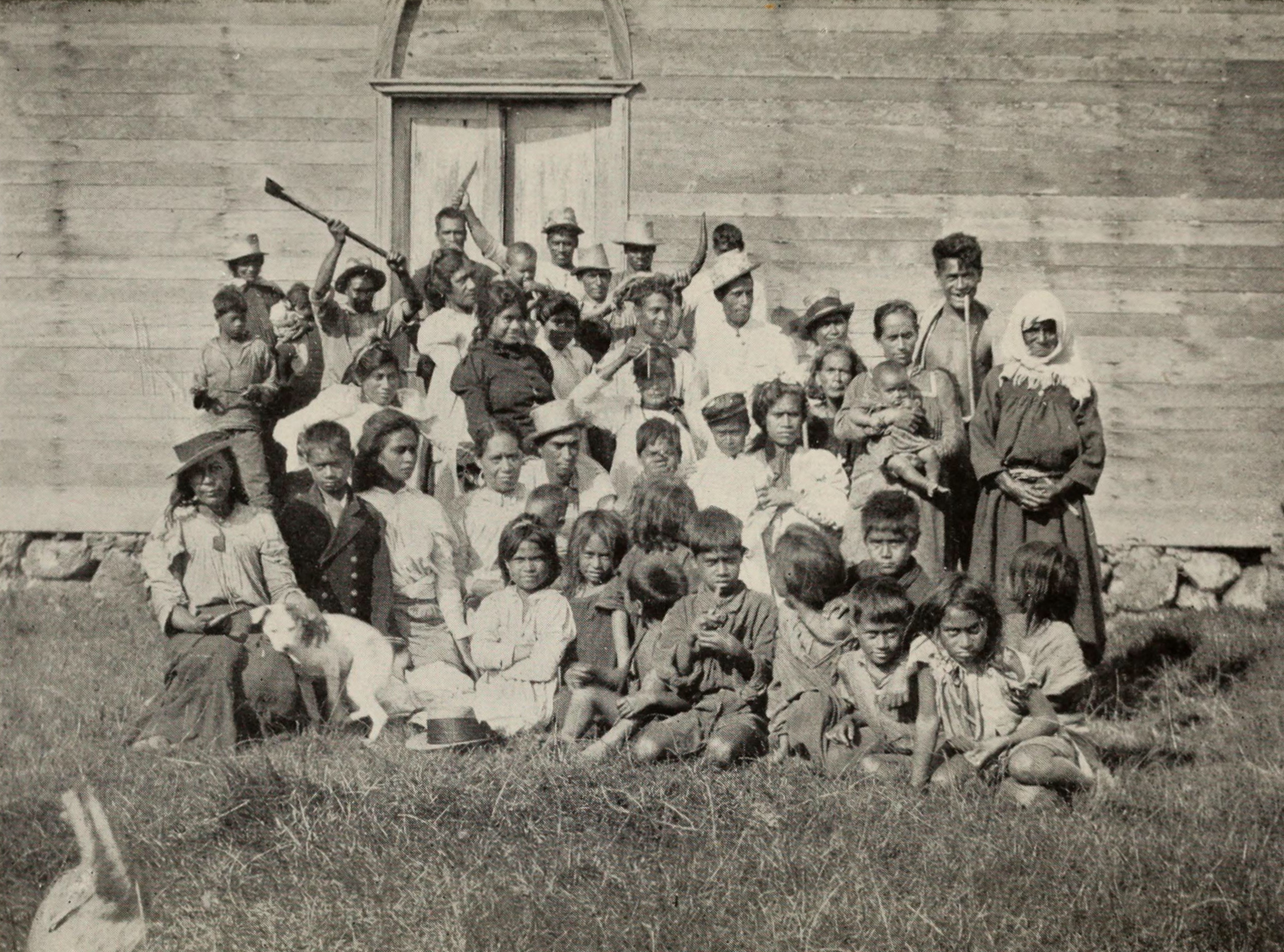
Groupe d'habitants devant la porte d'une église, illustration de l'ouvrage de Katherine Routledge, The Mystery of Easter Island, 1919.

Au début du XXe siècle, les Rapa-Nui furent obligés de vivre dans une petite zone délimitée au sud-ouest de l'île par les autorités chiliennes, tout le reste de l'île (94 % de la surface) étant réservé à l'élevage du mouton par les compagnies fermières. L'exode des Polynésiens augmentant, le gouvernement chilien dut prendre des mesures pour enrayer un potentiel exil total de la population. Ce n'est que dans les années 1960 que les habitants furent à nouveau autorisés à circuler dans leur île et que les conditions de vie commencèrent à s'améliorer, ce qui permit l'augmentation de la population. En 1960, on recensait plus de 1 000 habitants, dont la moitié d'origine Rapa-Nui.
D'après le recensement de 2002, l'île compte 3 791 habitants. Cette augmentation repose aussi sur l'immigration chilienne. Une conséquence de cette vague d'immigration est la modification de la composition ethnique de la population. En 1982, les Polynésiens représentaient 70 % de la population. En 2002, ils n'étaient plus que 60 %. Parmi les 40 % restants, 39 % étaient d'origine européenne (il s'agissait en général de résidents temporaires, comme les employés d'administration, le personnel militaire, les scientifiques et leurs assistants). Par le jeu des croisements dans cette petite communauté polynésienne, pratiquement tous ses membres peuvent se prévaloir d'avoir des ancêtres Haumaka (ou Matamua, premiers Polynésiens arrivés sur l'île) ou liés à Atamu Tekena (reconnu roi de l'île par le Chili en 1888), de sorte que devant les caméras et les touristes d'aujourd'hui, beaucoup de familles se revendiquent, en souriant, de sang princier ou royal[réf. nécessaire].
Ces dernières décennies ne connurent pas que des vagues d'immigration. Bon nombre d'habitants de l'île de Pâques ont émigré vers le continent, à la recherche de travail ou pour faire des études. Lors du recensement de 2002, on constata que 2 269 Rapanui chiliens vivaient en dehors de l'île. La densité de population de l'île de Pâques n'est que de 23 hab./km2 (pour comparaison : France, 113 hab./km2 ; Belgique, 342 hab./km2). Au milieu du XIXe siècle, avant la catastrophe démographique de 1861, la plupart des Pascuans d'origine vivaient au sein de six agglomérations : Anakena, Tongariki, Vaihu, Vinapu, Mataveri et Hanga Roa ; il y avait aussi des habitats dispersés. Aujourd'hui, les habitants sont concentrés dans les villages de Hanga Roa, Mataveri et Moeroa au sud-ouest. Ces villages se sont développés les uns à côté des autres, dans la zone où les autorités chiliennes avaient cantonné les Pascuans polynésiens jusqu'en 1960, si bien qu'ils sont aujourd'hui considérés comme une seule et unique agglomération. C'est là aussi que se trouve l'aéroport international.

## Administration

### Administration chilienne

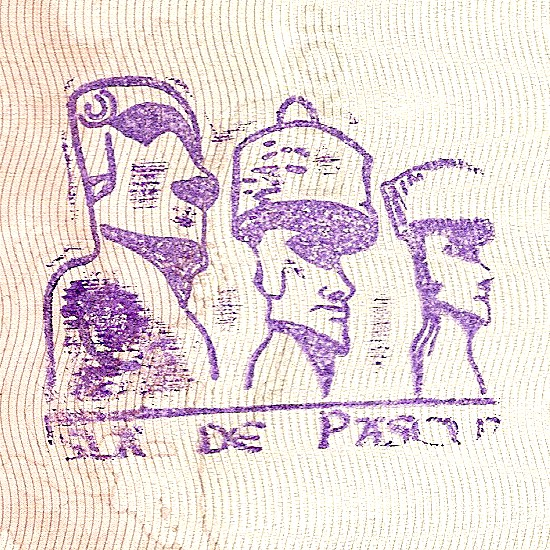
Tampon de passeport de l'île de Pâques.

L'île de Pâques dépend du Chili depuis 1888. Avec l'île Salas y Gómez, elle forme la province de l'Île de Pâques au sein de la région de Valparaíso. Un des gouverneurs accrédités par le gouvernement chilien administre l'île. Depuis 1984, il s'agit toujours d'un insulaire. Depuis 1966, un conseil municipal de six personnes est élu tous les quatre ans dans la commune de Hanga Roa. Un de ces six élus est nommé maire de l'île.
Une douzaine de policiers stationnent sur l'île et assurent, entre autres, la sécurité de l'aéroport. Les forces armées et la marine sont très présentes. La marine dispose d'un bateau de patrouille qui sert également en cas de sauvetage en mer. La monnaie est le peso chilien, mais le dollar américain s'est peu à peu imposé, si bien qu'il est en 2008 une monnaie secondaire mais acceptée partout.
L'île de Pâques est un territoire exempt de droits de douane, si bien que les recettes issues des impôts et autres taxes sont relativement minces. Le budget public est dans une très grande mesure subventionné par le Chili. Le courrier n'est pas distribué aux habitants, mais gardé durant un certain délai au bureau de la poste. Le lieu est très fréquenté par les touristes qui viennent y faire apposer le tampon de l'île sur leur passeport.

### Administration ecclésiastique
L'administration catholique de l'île de Pâques appartient aujourd'hui au diocèse de Valparaiso. Elle a appartenu au vicariat apostolique de Tahiti (aujourd'hui archidiocèse de Papeete) jusqu'en 1889 avant d'être transférée à l'archidiocèse de Santiago du Chili. Il semble que le diocèse aux armées du Chili était alors responsable de la charge pastorale de l'île. Puis, le 24 octobre 1934, le territoire de l'île de Pâques est assignée au vicariat apostolique d'Araucanie (aujourd'hui diocèse de Villarrica). Le 5 janvier 2002, il est transféré une dernière fois au diocèse de Valparaiso.

## Économie

### Infrastructures
Dans les années 1970, la NASA a procédé à l'agrandissement de l'aérodrome de Mataveri, créant ainsi un terrain d'atterrissage d'urgence pour les navettes spatiales. Depuis, les gros porteurs peuvent désormais atterrir sur cet aéroport, le plus isolé du monde. Cet agrandissement a eu pour effet d'augmenter la fréquentation touristique de l'île, qui représente aujourd'hui la première source de revenus. Le nombre de touristes reste cependant très limité en comparaison aux autres îles touristiques[réf. nécessaire]. Depuis peu[Quand ?], un service des eaux centralisé est disponible. Auparavant, l'eau courante était limitée aux réserves des lacs formés dans les cratères des volcans et aux nappes phréatiques. Le réseau de distribution électrique fonctionne grâce à des générateurs diesel, il se limite au village de Hanga Roa (soit la quasi-totalité de la population). Les routes situées à proximité de Hanga Roa et de Mataveri sont goudronnées ; il en est de même pour la route allant de Hanga Roa à la plage d'Anakena et tout le long de la côte sud jusqu'à la presqu'île de Poike.
À l'école de Hanga Roa, l'enseignement est assuré jusqu'à l'obtention du Prueba de Aptitud, équivalent du baccalauréat français. Les enseignements professionnels et supérieurs ne sont cependant disponibles que sur le continent. En outre, l'UNESCO soutient un programme d'enseignement bilingue rapanui-espagnol. Les services de santé sont bien meilleurs que dans d'autres régions isolées du Chili[réf. nécessaire]. Le petit hôpital dispose d'un médecin, d'un dentiste ainsi que d'une sage-femme. Une ambulance est également mise à disposition de l'hôpital. Les pompiers sont équipés d'un matériel de qualité, en grande partie de fabrication française (RVI, Camiva…)[réf. nécessaire].
D'autres infrastructures comme l'église, la poste, les services bancaires, la pharmacie, de petits commerces, un supermarché, des snack-bars et autres restaurants se sont considérablement améliorés depuis les années 1970 et ce notamment pour satisfaire les demandes des touristes. D'autres services comme la téléphonie par satellite ou Internet sont également disponibles. Une discothèque a même été construite.[réf. nécessaire]

### Tourisme
Depuis le premier vol commercial depuis Santiago en 1967, le tourisme s'est rapidement développé. Avec 70 000 visiteurs par an en 2010 (50 000 en 2006, 65 000 en 2009), le tourisme est devenu la ressource principale de l'île.
Une seule compagnie aérienne dessert l'île en 2008 : LAN Chile. Un vol quotidien relie directement Santiago à l'île de Pâques, tandis qu'un vol par semaine — le mercredi — fait également escale par l'aéroport international de Tahiti-Faaa.
La piste de l'aéroport international Mataveri coupe le reste de l'île du secteur d'Orongo, le village des hommes oiseaux.
L'île de Pâques accueillant 116000 touristes par an, via 11 avions hebdomadaires, puis 160 000 touristes chaque année, des séjours limités à 30 jours sont imposés depuis 2018 « pour limiter la production de déchets, difficiles à évacuer »,.
Deux années sans tourisme de masse pendant la pandémie ont fait que les habitants de l'île ont expérimenté une vie nouvelle et souhaité que les statues soient au centre de nouvelles réflexions, selon Julio Hotus, membre du Conseil des anciens de l'île, et Vairoa Ika, directrice de l'environnement de la municipalité.

## Galerie

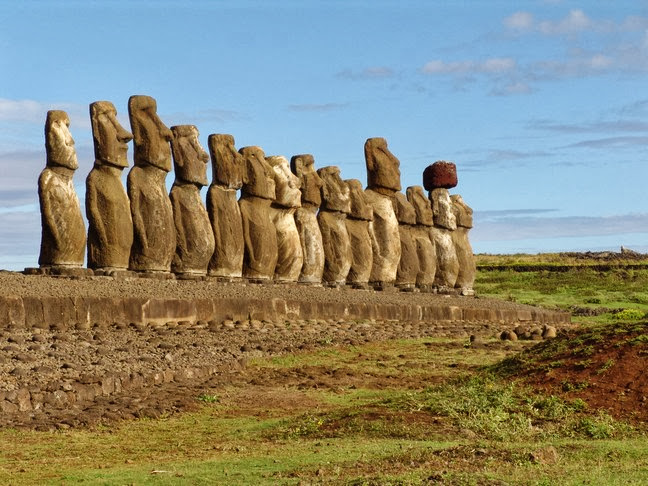
Ahu de Tongariki : les moaïs ont été relevés, l'un d'eux a retrouvé son pukao.
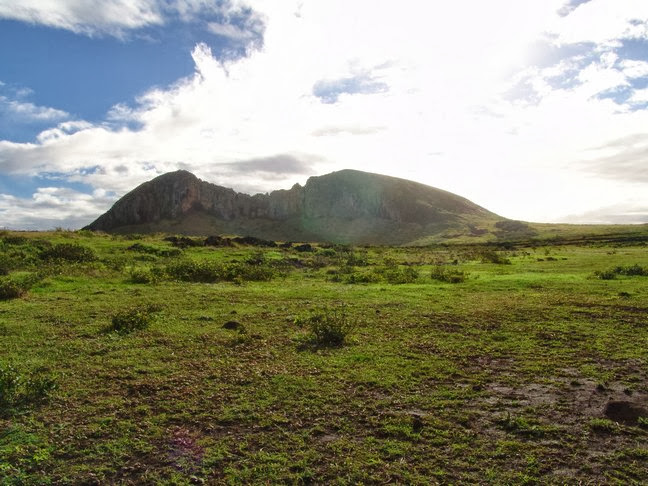
Le volcan-carrière Rano Raraku.
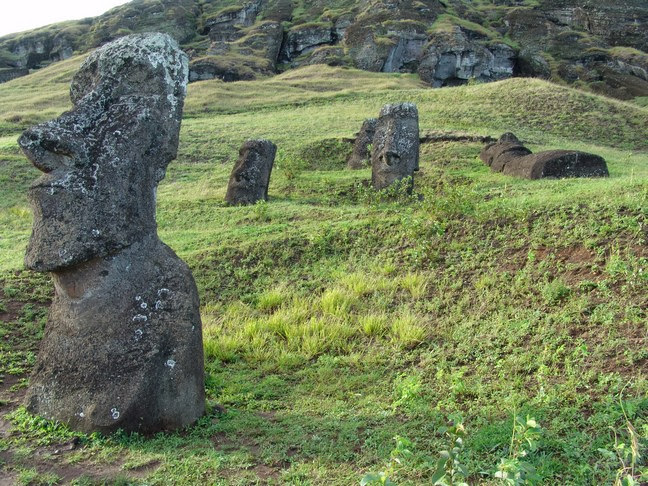
Sur les pentes du Rano Raraku…
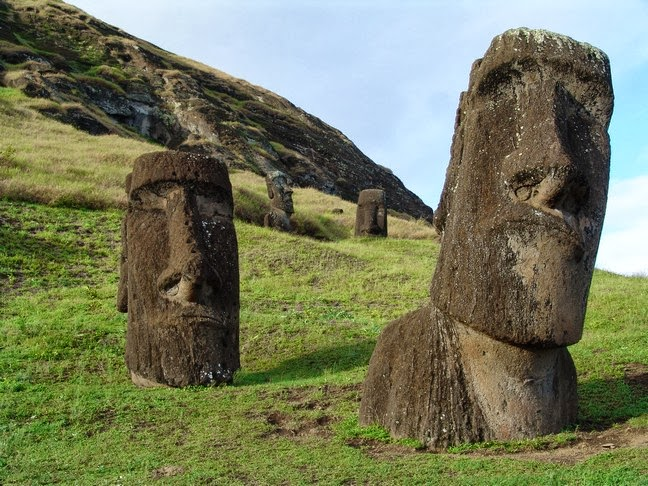
…des moai de plusieurs tonnes où seul environ un tiers est apparent,
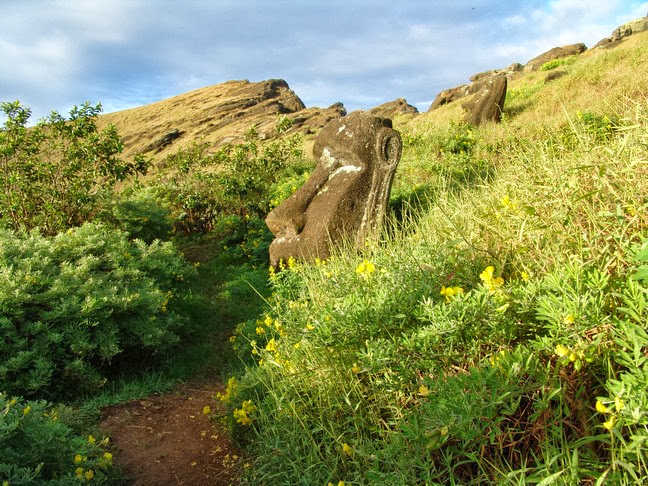
car enterrés des deux tiers de leur hauteur.
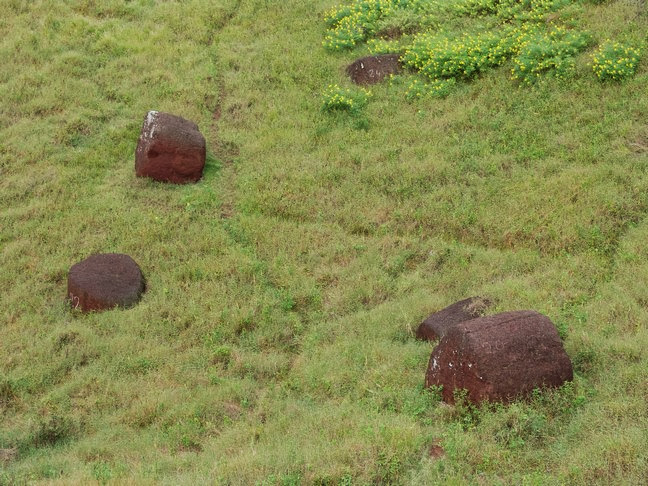
Sur les pentes du Puna Pau, des pukao (chapeaux) abandonnés.
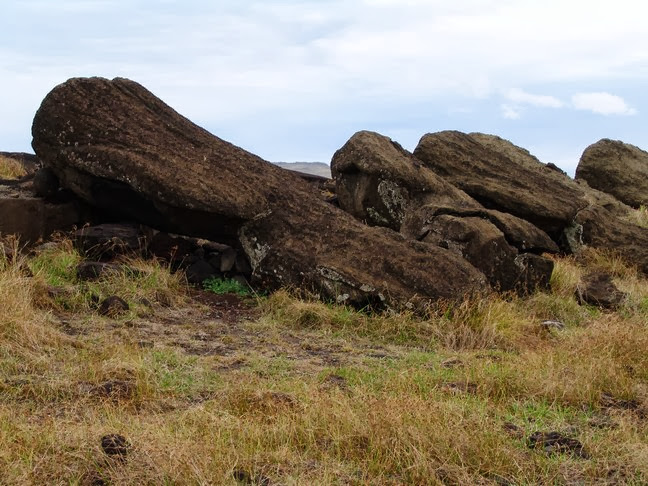
Les moaï renversés de l'ahu Vinapu : séisme et tsunami, guerre civile, changement de culte ou tout cela ?
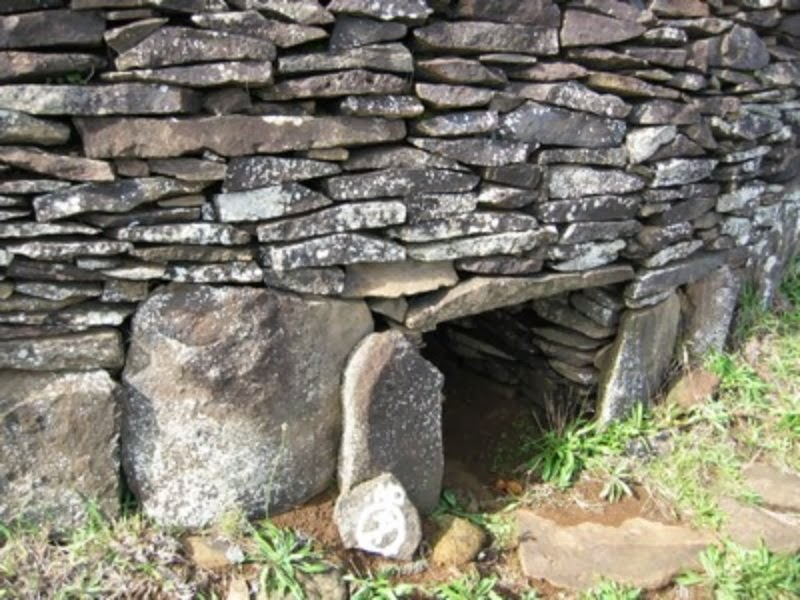
Entrée d'une hare paenga : maison familiale en pierre, en forme de bateau renversé.
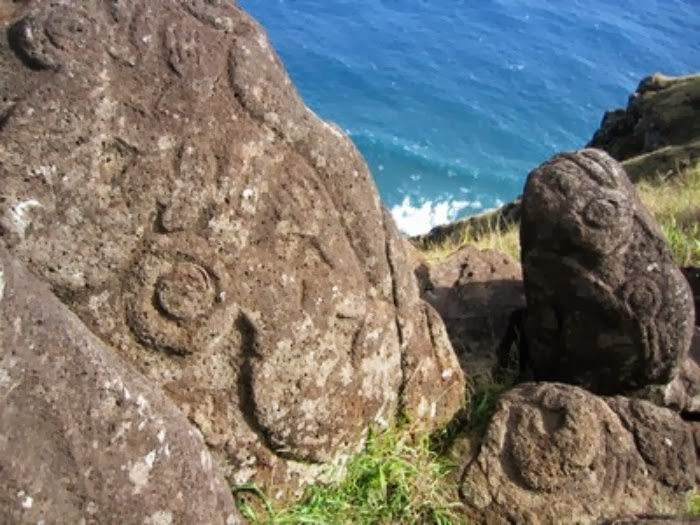
Pétroglyphes du culte de Make-make au-dessus de la falaise d'Orongo.
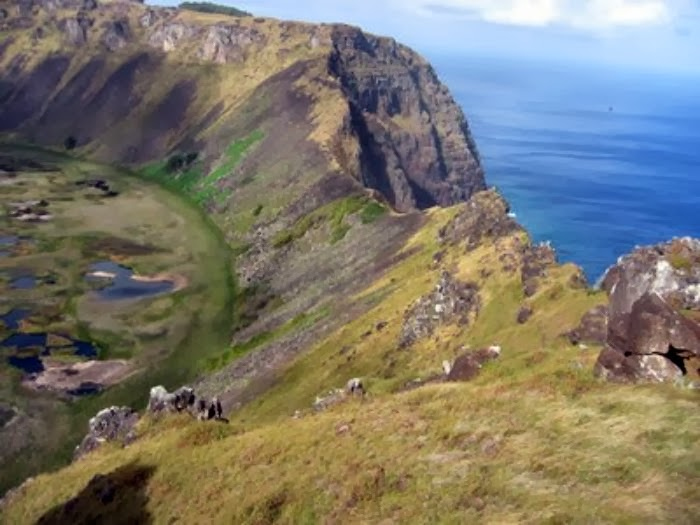
Falaise d'Orongo.
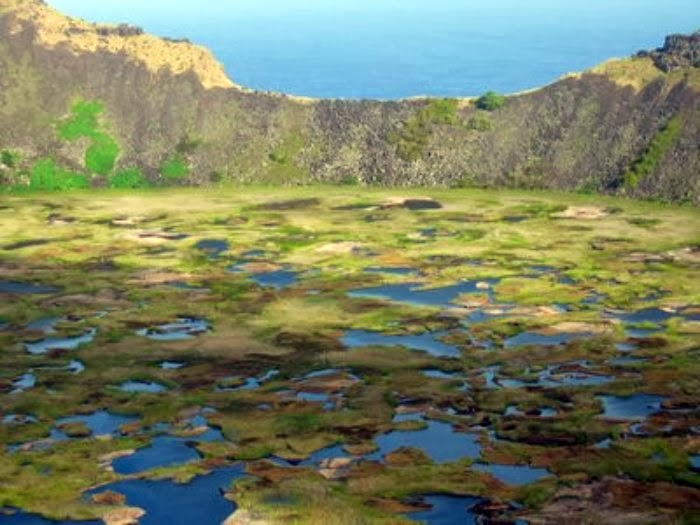
Cratère du volcan Rano Kao à Orongo.
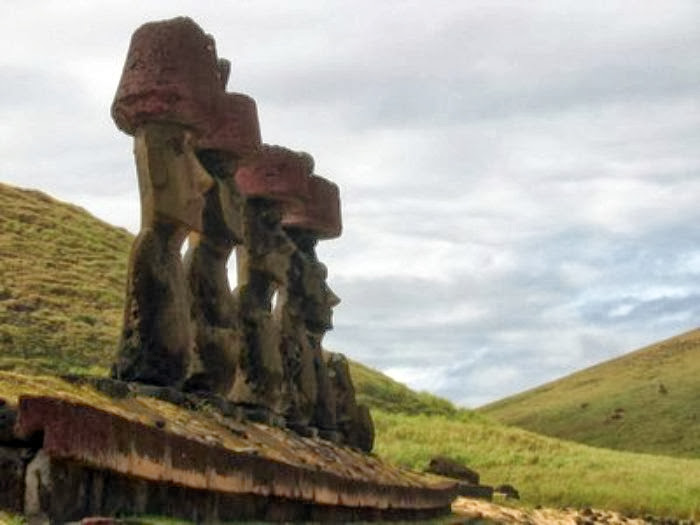
Ahu Naunau : quatre des moaïs ont retrouvé leurs pukao.

## Culture de l'île de Pâques

### Langues
Aujourd'hui, la langue officielle de l'île est l'espagnol. On ne sait que peu de choses de la langue polynésienne parlée par les indigènes matamua avant la catastrophe démographique de 1861 ; le rapanui actuel, originaire de Polynésie française, est proche mais assez différent du rapanais de Polynésie orientale, et encore couramment utilisé dans les échanges quotidiens entre habitants polynésiens, mais recule au profit de l'espagnol. Selon le site « Ethnologue », le rapanui est une langue en danger de disparition, bien que des efforts de revitalisation soient entrepris.

### Société
Les Pascuans sont aujourd'hui en grande majorité citoyens chiliens sans discrimination d'origines, langues ou religions ; le métissage est ancien et fréquent. Dans la société pré-européenne matamua, on comptait une dizaine d'iwi (clans) pourvus, chacun, de ses plateformes cérémonielles (ahus) à moaï (jusqu'à l'abandon du culte des ancêtres), de ses ariki (nobles, aux oreilles percées et allongées), de ses officiants du culte (de Make-make après l'abandon du culte des ancêtres), et surtout de son territoire (vai'hu), l'île étant partagée plus ou moins comme une tarte entre les clans, avec des villages aux maisons en pierre volcanique, matériau omniprésent sur l'île. Certains sites étaient communs à tous les clans : centre de l'île dédié aux négociations (te pito o te fenua ou « le nombril de la terre », souvent traduit à tort comme « le nombril du monde »), site sacré Orongo, volcan Rano Raraku. Les ahus étaient désignés comme « les yeux qui regardent le ciel » ou « du ciel », ce qui est logique pour des représentations d'ancêtres divinisés, mais qui a été interprété par les Européens de manière parfois très fantaisiste[réf. nécessaire]. Selon la tradition orale citée par Thor Heyerdahl et Jean-Hervé Daude, il y aurait eu, peu avant l'arrivée des Européens, à la suite d'une sécheresse prolongée, un conflit entre les habitants de l'île qualifiés de Longues oreilles et le reste de la population, les premiers se réfugiant à Poiké dans l'est de l'île avant d'être décimés à l'exception d'un seul.

### Religions
Lorsque les Européens arrivèrent dans l'île, ils décrirent des rituels liés au culte de Make-make, dieu figuré comme un homme à tête de sterne noir nommé Manutara ou Mahoké. Il était considéré comme le créateur de toutes choses et il était lié intimement à une autre divinité, Faua, ainsi qu'aux oiseaux. Une cérémonie annuelle avait lieu dans le sanctuaire d'Orongo à l'extrémité sud-ouest de l'île : les représentants des clans devaient sauter depuis une falaise en surplomb d'une dizaine de mètres et nager sur un flotteur composé de roseaux totora jusqu'à l'îlot Motu Nui, pour y arriver en même temps que les oiseaux venus nidifier. Là ils choisissaient chacun un nid parmi ceux des sternes Mahoké de l'îlot, et ils attendaient la ponte du premier œuf. Celui qui le prélevait et le rapportait intact à Orongo intronisait pour l'année le Tangata manu, « l'homme-oiseau » qui arbitrait la répartition des ressources entre les clans de l'île. Ce n'était pas une compétition mais un rituel religieux : c'est Make-make qui désignait lui-même le Tangata manu par le biais de la femelle Mahoké pondant la première, devant le représentant de tel ou tel clan, et c'est seulement si le nageur de ce clan ne parvenait pas à ramener intact l'œuf de Mahoké que le second, ou le troisième et ainsi de suite, ramenait ses œufs vers Orongo, mais la légitimité du Tangata manu était alors moindre et ses décisions plus discutables. Les Haumaka croyaient également aux esprits gardiens, invisibles mais accompagnant et protégeant chaque personne pendant sa vie. Leur mythologie est décrite par Irina Fedorova, première à avoir consacré une monographie à ce sujet.
Ces cultes n'avaient rien à voir avec celui des ancêtres, représentés par les Moaï, qui avait déjà cessé à l'époque depuis assez longtemps pour que carrières, statues, maraes et ahus soient enfouis dans la terre et dans la végétation. Nicolas Cauwe pense que pour marquer le changement de culte ancien, les sculpteurs de pétroglyphes ont reproduit sur certains moaïs des dessins représentant le visage du dieu Make-make,.
Après la catastrophe démographique et culturelle de 1861 qui fit disparaître le culte matamua de Make-make, l'Église catholique envoya sur l'île Eugène Eyraud, mécanicien français décidé à évangéliser la population, rejoint en 1866 par un prêtre également français : Hippolyte Roussel, qui se trouvait auparavant en fonction aux îles Marquises. Tous deux créèrent une mission catholique. Deux autres missionnaires arrivèrent en novembre 1866 avec des animaux et du matériel. La mission catholique pascuane dépendra du vicariat apostolique des îles de Tahiti jusqu'à ce que l'église pascuane soit rattachée à celle du Chili en 1911. Ainsi, c'est la France qui a christianisé l'île de Pâques, sans difficultés étant donné que la population d'origine, adepte de Make-make, avait largement diminué et s'était métissée avec d'autres Polynésiens déjà en grande partie chrétiens.

### Patrimoine monumental
Les statues proviennent d'une carrière située sur les flancs et dans le cratère du volcan nommé Rano Raraku. On peut y voir un très grand nombre de moaïs, certains terminés et dressés au pied de la pente, d'autres inachevés, à divers stades entre l'ébauche et la finition. Le plus grand qui ait été érigé mesure 10 m de haut et pèse 75 t. L'un des inachevés fait 21 m de hauteur pour une masse estimée à 270 t. Environ 400 statues ont été dressées sur l'île et un nombre équivalent est resté inachevé dans la carrière principale. L'arrêt de leur production a suscité de nombreuses hypothèses, pas forcément incompatibles entre elles, certaines étayées par les fouilles et par l'archéologie expérimentale, d'autres hautement spéculatives, allant jusqu'à faire appel aux extraterrestres,.
Avant que l'archéologie expérimentale ne mette ses méthodes en œuvre, l'île de Pâques était surtout connue pour le mystère, longtemps inexpliqué, entourant la fabrication et le transport de blocs de basalte allant de 2,5 à 10 m de haut, et l'érection des moaïs. Ce mystère ne fut éclairci que lorsqu'on se rappela que l'île avait été boisée avant de devenir un pré à moutons, et lorsque des essais d'archéologie expérimentale furent faits sur place par les archéologues Terry Hunt de l'université de Hawaii et Carl Lipo de l'université d'État de Californie, qui déplacèrent les moaïs debout, par un mouvement de balancier régulé par des tireurs de cordes (dit « méthode du réfrigérateur »), depuis le site Rano Raraku où elles étaient taillées (en position horizontale dans la roche volcanique) jusqu'à leur destination finale.

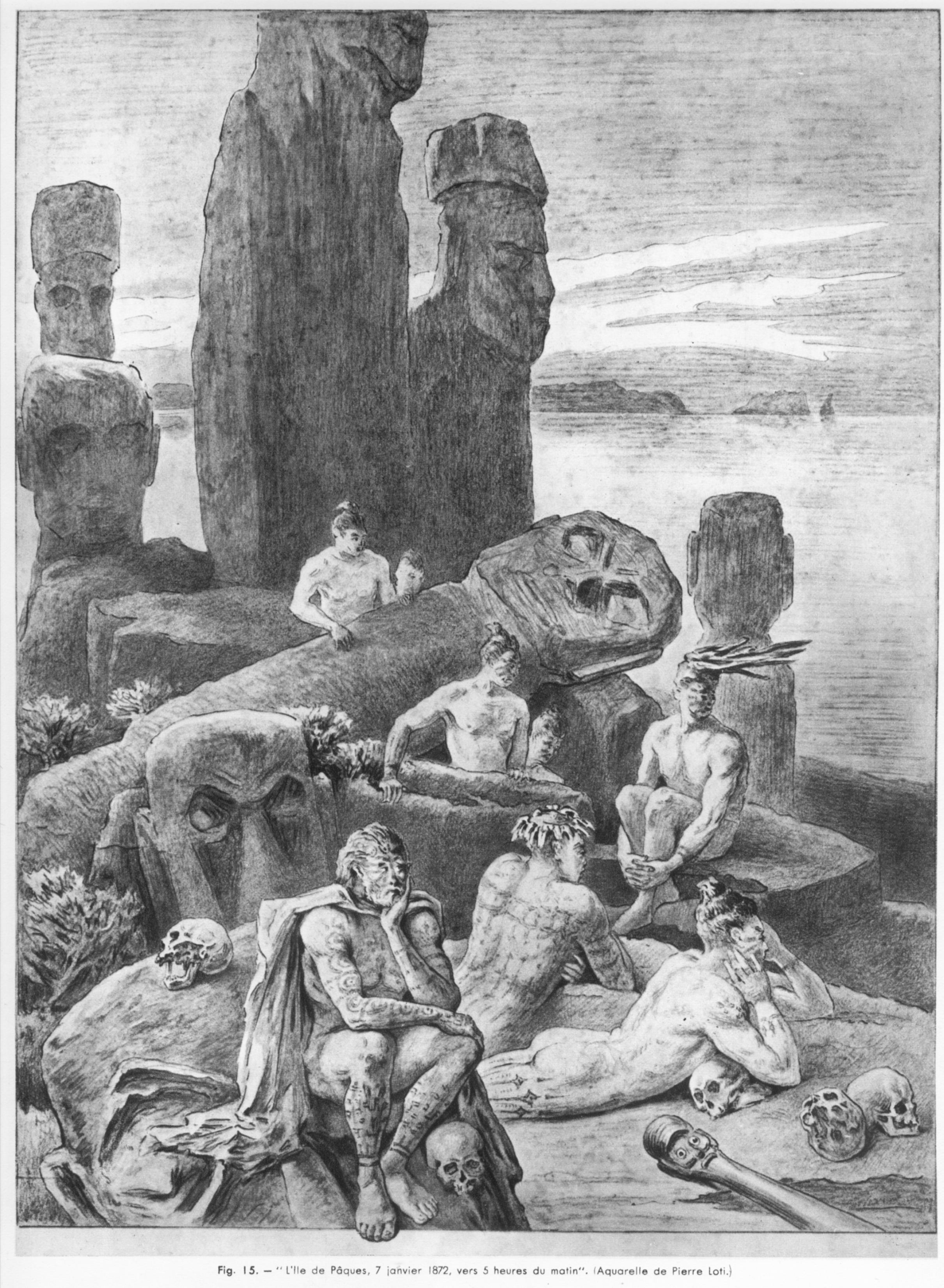
Dessin de Pierre Loti, L'Île de Pâques, le 7 janvier 1872 vers cinq heures du matin.

Tablette rongorongo, illustration du Voyage de Pierre Loti à l'Île de Pâques édité dans la Revue de Paris en 1905.

Les recherches menées en 1916 par Katherine Routledge avaient révélé l'existence d'un corps sculpté sous la surface du sol ainsi que celle d'inscriptions. Ces statues mi-enfouies ont été décrites en 1935 par Alfred Métraux, dans son Introduction à la connaissance de l'Île de Pâques relatant les résultats de l'expédition franco-belge de Charles Watelin en 1934. Des fouilles plus profondes avaient été réalisées par l'équipe de Thor Heyerdahl comme on le voit sur les planches 9 et 10 de Aku Aku. Enfin, en 2010 et 2011, une expédition privée, co-dirigée par Jo Anne Van Tilburg et Cristián Arévalo Pakarati, a étudié la partie inhumée dissimulant des bras et des mains. Les statues se différencient selon le sexe des individus (ou dieux) représentés. Des pétroglyphes sont gravées sur le dos des Moaï.

### Patrimoine graphique et sculptural
D'autres interrogations portaient sur le sens des plaquettes de bois couvertes de signes (les tablettes rongorongos, ainsi nommées d'après le lieu de culte Orongo) et qui restèrent énigmatiques durant des années, d'autant qu'on les pensait uniques dans la sphère culturelle polynésienne. Outre ces plaquettes, les premières civilisations pascuanes ont laissé des sculptures en bois et des pétroglyphes dont la signification précise est perdue, mais dont les répétitions de symboles (par exemple : oiseau-pénis-poisson-vulve-humain) ont été rapprochées[réf. incomplète] des refrains traditionnels dans les hymnes généalogiques polynésiens (« les oiseaux ont copulé avec les poissons et ont ainsi engendré les premiers hommes »). Elles ont fait l'objet d'un décodage par l'ethnographe russe Irina Fedorova.

### Littérature
L'île de Pâques, par son isolement, par les mystères paraissant insolubles de son passé (avant que la science ne s'en mêle), par la taille et le nombre des moaïs abandonnés, et par l'abondance de ses pétroglyphes, a fortement inspiré les auteurs. Certains, comme Pierre Carnac ou Francis Mazière, n'ont pas hésité à broder une histoire-fiction de l'île, faisant intervenir tantôt des navigateurs venus d'Amérique du Sud, d'Europe, experts intercontinentaux en mégalithes de Cuzco, Stonehenge au Yucatán en passant par l'Égypte et Nan Madol, tantôt des extraterrestres. D'autres romans, comme Aku-Aku de Thor Heyerdahl, sont à la fois des récits de voyage et de découverte et des spéculations sur l'histoire possible de l'île. L'île de Pâques a également été reliée à différents mythes comme celui du continent Mu, où le postulat (malgré l'absence de toute trace archéologique ou autre) est que l'île aurait pu être peuplée dès la fin de la dernière glaciation, il y a 12 000 ans environ, lorsque les mers remontaient et que les terres émergentes rétrécissaient dans le Pacifique (l'étude de coraux montre que les mers sont alors montées de 14 m en 350 ans, soit de 4 cm par an, mais toutes les preuves paléogéographiques, paléobiologiques et archéologiques indiquent que les premiers humains à aborder l'Océanie lointaine, où l'on ne peut plus naviguer en vue d'une côte, furent les Lapita, il y a 5 200 ans, et seulement dans la partie la plus occidentale).

## Hypothèses et discussions autour du passé de l'île

### Théorie d'une influence inca
Selon une hypothèse jadis défendue par Thor Heyerdahl puis reprise et développée depuis 2004 par Jean-Hervé Daude, Denise Wenger ou Charles-Edouard Duflon, il y aurait dans la culture des anciens Pascuans une particularité due au contact avec l'Empire inca.   
La tradition orale mentionne sur l'île deux populations : les « hommes minces » et les « hommes trapus ». Ce seraient deux groupes distincts, l'un d'origine polynésienne arrivé avec leur chef Hotu Matua, à la suite des indications de Haumaka, tatoueur de Hotu Matua, qui aurait entrevu l'île dans un songe. L'autre, d'origine sud-américaine, serait arrivé plus tard avec une expédition de l'Inca Tupac Yupanqui vers 1465 et issu de la garde de l'Inca, surnommée los orejones par les Espagnols, c'est-à-dire « les longues oreilles », parce que ces derniers arboraient des oreilles aux lobes fortement distendus pour l'insertion de grands ornements. La technique d'agrandissement des lobes d'oreilles, décrite dans cette thèse comme inconnue dans le reste de la Polynésie, serait identique chez ces deux peuples. Les Polynésiens descendants de Hotu Matua, le premier chef colonisateur de l'île, se seraient qualifiés eux-mêmes de hanau momoko (hommes minces), alors que les Incas auraient été qualifiés de hanau eepe (hommes trapus) par les Polynésiens. Cette deuxième migration aurait été extrêmement significative dans l'histoire de l'île de Pâques puisque les Incas seraient arrivés avec une expertise poussée en architecture monumentale, que les Polynésiens accompagnant Hotu Matua auraient ignorée auparavant. Seuls les hanau eepe auraient été les instigateurs de la construction des différents monuments de pierre élaborés. Englert recueillit cette importante tradition qu'il fit publier en 1948 bien avant l'expédition de Heyerdahl à l'île de Pâques.   
Selon Daude, la tradition orale mentionnerait la compétence des « longues oreilles » pour le travail de la pierre, l'ahu Vinapu correspondrait au mode de construction d'une chullpa proche du lac Titicaca et tous les monuments de pierre sur l'île, dont la plupart sont inconnus dans le reste de la Polynésie, trouveraient cependant leur équivalent sur le plateau andin. De même, des techniques précises de construction, inconnues en Polynésie, tel le plafond à encorbellements des maisons de pierres empilées, proviendraient des Andes. L'édification des moai et la mise en place des couvre-chefs appelés pukao, qui représenteraient des « turbans » andins, correspondraient aussi aux techniques incas pour édifier des monolithes et pour acheminer de gros blocs de pierre en hauteur. La technique utilisée pour confectionner les yeux des moai, des ancêtres prestigieux décédés, serait la même que celle utilisée au Pérou pour confectionner des masques mortuaires. Certains éléments de la statuaire de bois vont aussi dans le sens de cette hypothèse : les statuettes Moko représenteraient le cuy, un animal typiquement andin, ; l'utilisation des joncs totora Scirpus californica, présents dans les nappes d'eau de trois cratères des anciens volcans de l'île, qui servaient à confectionner des flotteurs, des petites embarcations, des nattes, des huttes, est identique à l'utilisation qu'en faisaient les populations lacustres du lac Titicaca et de la côte péruvienne. Selon la tradition orale recueillie par Englert, ces joncs totora auraient été apportés et plantés par un personnage important appelé Ure. Des études génétiques récentes tendraient à démontrer un lien très probable entre les anciens habitants de l'île de Pâques et l'Amérique du Sud, : les Sud-Américains se seraient intégrés au groupe polynésien, abandonnant (à peu de mots près) leur langue, et si leurs caractéristiques génétiques ont en grande partie disparu, ce serait parce que les hanau eepe auraient été exterminés par les hanau momoko, selon la même tradition orale. Selon Daude, une influence inca est aussi décelable à Mangareva dans l'archipel le plus proche de l'île de Pâques et plusieurs indices permettraient même de connaître le parcours suivi par l'Inca Tupac en Océanie. Des guerres fréquentes entre le clan Miru et le clan Tupa Hotu, celui qui façonnait les moaï, ont conduit au renversement de toutes les grandes statues sur l'île jusqu'à ce qu'il n'en reste plus aucune debout.   
Comme les autres, cette thèse peut être critiquée : Katherine Routledge et Alfred Métraux rapportent qu'en 1861, il y avait dans l'île des ariki dont la lignée royale (les ariki nui du clan Miru, dirigé par Kaimakoi) revendiquait descendre de Hotu Matu'a. Nicolas Cauwe admet la probabilité des liens entre les matamua et le continent américain, mais dans le sens inverse, celui d'un abordage polynésien en Amérique du Sud : il met en doute les rapprochements faits par Heyerdahl et les autres théoriciens de l'incapacité des Pascuans à découvrir et développer par eux-mêmes, comme tant d'autres peuples, leur propre civilisation mégalithique (avec les techniques afférentes, forcément proches). Il rappelle que les graines de nombreux végétaux peuvent aussi être disséminées par flottaison ou par les oiseaux (dans leurs intestins ou leur plumage), que l'agrandissement des lobes d'oreilles est commun à de nombreuses cultures humaines y compris chez divers peuples austronésiens, et que conformément aux contingences de la convergence adaptative, toutes les embarcations en jonc à travers le monde obéissent aux mêmes règles de construction, matériau et physique obligent. Et il souligne qu'avant Heyerdahl, aucun rapport d'expédition ne mentionne de tradition orale citant deux peuples différents dans l'île, mais seulement des iwi (clans) et des castes (prêtres, guerriers ariki et autres) comme dans le reste de la Polynésie. Par ailleurs, Heyerdahl n'a jamais prétendu avoir prouvé l'influence inca, mais seulement avoir démontré qu'elle est possible.

### Théorie du suicide écologique
D'autres thèses postulent un effondrement écologique et culturel de la société matamua, dû à des causes environnementales :
- une dégradation environnementale liée aux conséquences de la déforestation (lessivage et érosion des sols, sous-alimentation, famine au XVIIe siècle, pénurie de bois et de cordes, guerres civiles) : elle aurait mis fin aux us et coutumes de l'île, et notamment à la taille, au transport et à l'édification des statues ;
- une longue période de sécheresse poussant les habitants de l'île à faire appel aux dieux pour que la pluie revienne, ce qui pourrait expliquer la frénésie de construction des moaïs à cette période, de plus en plus nombreux et de plus en plus colossaux. Réalisant que les érections de moaïs sur les ahus étaient vaines, les habitants se seraient révoltés contre les prêtres et auraient abattu eux-mêmes les idoles (dans le reste de la Polynésie, les ahus servent à vénérer les ancêtres et les dieux, tandis que les unus et les tikis — car les moaïs sont fondamentalement des tikis de grande taille — ne font que les représenter) ;
- une prolifération des rats introduits par les Polynésiens, rats qui auraient mangé les noix de coco avant qu'elles ne puissent germer, contribuant ainsi à la disparition des palmiers. Les rats, en s'attaquant aux nids pour manger les œufs et les oisillons, auraient également contribué à l'extinction de la ressource en oiseaux[74].

Ces thèses du « suicide écologique » (écocide), développées entre autres par Jared Diamond dans son livre intitulé Effondrement, affirment que l'expansion polynésienne a pu entraîner une dégradation importante de l'écosystème, et s'appuient sur des fouilles (palynologie) et sur l'archéologie, comme à Henderson et ailleurs en Océanie, ainsi que sur le livre de bord de Cornelis Bouman, le capitaine de Jakob Roggeveen, écrivant que «…d'ignames, de bananiers et de cocotiers nous n'avons rien vu, ainsi qu'aucun autre arbre ou culture ».
Là aussi, la critique s'est exprimée, de nombreux scientifiques réagissent et remettent en cause les hypothèses de Jared Diamond, à cause de son interprétation des résultats des fouilles archéologiques, et des fondements moraux et politiques qui sous-tendent ses hypothèses, relevant, selon ses détracteurs, du « néocatastrophisme », voire du « déterminisme social ». Déjà en 2005, l'anthropologue anglais Benny Peiser, dans son article intitulé « From Ecocide to Genocide : the Rape of Rapa Nui » (De l'écocide au génocide : le viol des Rapa Nui), démontrait l'autosuffisance des autochtones de l'île de Pâques lors de l'arrivée des Européens. Selon Benny Peiser, certains petits arbres, tel Sophora toromiro, abondaient alors. À l'encontre des affirmations de Cornelis Bouman, un autre officier de Roggeveen, à savoir Carl Friedrich Behrens, écrit que « les indigènes présentaient des branches de palmiers comme offrandes de paix. Leurs maisons bâties sur pilotis étaient barbouillées de luting (en) et recouvertes de feuilles de palmier. » De plus, Jakob Roggeveen lui-même rapporte que l'île de Pâques était exceptionnellement fertile, produisant de grandes quantités de bananes, de patates douces et de cannes à sucre. De même, lors du passage de l'expédition française de La Pérouse qui visita l'île en 1786, son jardinier déclara que « trois jours de travail par an » pourraient subvenir aux besoins de la population. D'autre part, l'officier Rollin écrivit : « Au lieu de rencontrer des hommes détruits par la famine… je trouvai, au contraire, une population considérable, avec plus de beauté et de grâce que je n'en avais rencontrée sur d'autres îles ; et une terre, qui, avec un labeur infime, fournissait d'excellentes provisions, et une abondance assez suffisante pour la consommation des habitants. »
En 2006, puis à nouveau en 2011, l'anthropologue Terry Hunt et l'archéologue Carl Lipo, se basant sur des nouvelles datations estimant l'arrivée des Polynésiens vers 1200, étudièrent les possibles causes multifactorielles du déboisement (rat polynésien, El Niño, brûlis…), réfutant une déforestation complète de l'île en seulement 500 ans. Pour les moaïs, ils défendent la théorie d'un déplacement des statues par rotation, soit horizontalement (roulées comme des rondins), soit, en terrain plat et pour les moins grands, en position verticale (par rotation sur la base selon « la théorie du déplacement de frigo ») ne nécessitant pas l'utilisation massive de bois. D'ailleurs, en 1953, Efraín Volosky collecta des graines viables provenant des Sophora toromiro ayant vécu sur l'île seulement vingt ans auparavant (Alfred Métraux en avait photographié en 1934) et qui n'avaient disparu qu'en raison de l'élevage intensif des ovins introduits par les Européens à partir du XIXe siècle. Aussi, dans l'émission « enquêtes archéologiques : île de Pâques - le grand tabou », Nicolas Cauwe affirme que la théorie du suicide écologique doit être abandonnée car les résultats des fouilles ne la confirment pas. Cette théorie est à présent réfutée par la majorité des archéologues et des historiens. En 2024, une étude du génome d'anciens Rapa Nui confirme les arguments archéologiques selon lesquels il n'y a pas eu d'effondrement démographique ni de suicide écologique, l'île de Pâques n'ayant jamais été densément peuplée,.

### Adaptation et changement de culte
En 2008, l'archéologue Nicolas Cauwe propose une théorie unifiée en se basant sur des données de terrain issues de dix années de fouilles sur place, qu'il détaille davantage en 2011, il affirme que les matamua, confrontés à une période difficile, ont réorganisé eux-mêmes leur structure religieuse et politique afin d'assurer une cohésion plus forte et centralisée de leur société, sans colonisation inca ni effondrement brutal. Comme le montre l'intense activité agricole au XVIIe siècle, de nombreux champs étaient cultivés près de villages d'agriculteurs dont l'archéologie met en évidence les fondations de cases-bateaux, les hare Paenga, ou hare vaka. Le culte des ancêtres des iwi a été progressivement supplanté par le culte du dieu Make-make et, pour empêcher un retour en arrière, un tabou fut jeté sur tout ce qui touchait au culte des ancêtres. Sculptures, plates-formes, carrières furent rendues inaccessibles ou inopérantes.
Qu'ils aient été renversés par un tsunami ou intentionnellement couchés, les moaïs ne furent pas détruits et ceux qui étaient inachevés ou en cours de transport furent enfouis sous des terrasses, les carrières comme celle du Rano Raraku étant encombrées d'ébauches pour empêcher une exploitation ultérieure. Le tabou jeté sur le volcan Rano Raraku réfute la thèse d'une chaine opératoire qui serait reflétée par le site (allant de l'ébauche aux statues en ronde-bosse dont certaines ont été glissées dans des fosses pour être sciemment érigées au pied du volcan) au profit d'un long et minutieux travail de fermeture rituelle de l'exploitation de la carrière de tuf par les matamua. Avec le remplacement du culte des moaïs par celui de Make-make et l'institution de « l'homme-oiseau » Tangata manu (du XIVe – XVe siècle au XVIIIe siècle), la société Haumaka a fait preuve d'une capacité d'adaptation qui lui a permis de préserver et de mieux gérer ses ressources. Si la cérémonie du Tangata manu n'était plus pratiquée au XIXe siècle, en revanche la tradition d'une présidence tournante pour le rôle d'arbitre des ressources perdura jusqu'à la catastrophe démographique et culturelle de 1861.

## Honneur
L'astéroïde (221465) Rapa Nui porte le nom rapanui de l'île.